# Friedrich III, Hoàng đế Đức
Friedrich III của Đức (tiếng Đức: Friedrich Wilhelm Nikolaus Karl Prinz von Preußen; 18 tháng 10 năm 1831 – 15 tháng 6 năm 1888) là Hoàng đế Đức và là Vua của Phổ trong khoảng ba tháng (99 ngày) từ tháng 3 đến tháng 6 năm 1888, Năm tam đế. Được biết đến với tên gọi không chính thức là "Fritz", ông là con trai duy nhất của Hoàng đế Wilhelm I và được nuôi dưỡng theo truyền thống quân sự của gia đình. Mặc dù được tôn vinh khi còn trẻ vì khả năng lãnh đạo và thành công của mình trong các cuộc chiến tranh Schleswig lần hai, Áo-Phổ và Pháp-Phổ, ông vẫn thể hiện lòng căm thù chiến tranh và được bạn bè cũng như kẻ thù ca ngợi vì hành động nhân đạo của mình. Sau khi nước Đức thống nhất vào năm 1871, cha của ông, khi đó là Vua Phổ, trở thành Hoàng đế Đức. Khi Wilhelm qua đời ở tuổi chín mươi vào ngày 9 tháng 3 năm 1888, ngai vàng được trao cho Friedrich, người sau đó đã là Thái tử Đức trong mười bảy năm và Thái tử của Phổ trong hai mươi bảy năm. Friedrich qua đời ở tuổi 56 vì bị ung thư thanh quản, sau các đợt điều trị y tế không thành công.
Friedrich kết hôn với Vương nữ Victoria, con gái lớn của Victoria của Anh. Cặp đôi rất xứng đôi vừa lứa; tư tưởng tự do chung của họ đã khiến họ tìm kiếm sự đại diện lớn hơn cho những người bình dân trong chính phủ. Friedrich, bất chấp nền tảng gia đình quân phiệt bảo thủ, đã phát triển khuynh hướng tự do từ mối quan hệ của ông với Anh và việc theo học tại Đại học Bonn. Với tư cách là Thái tử, ông thường phản đối Thủ tướng Đức bảo thủ Otto von Bismarck, đặc biệt khi lên tiếng phản đối chính sách thống nhất nước Đức thông qua vũ lực của Bismarck, và kêu gọi kiềm chế quyền lực của Thủ tướng. Những người theo chủ nghĩa tự do ở cả Đức và Anh đều hy vọng rằng với tư cách là hoàng đế, Friedrich sẽ tiến tới tự do hóa Đế chế Đức.
Friedrich và Victoria là những người rất ngưỡng mộ Vương phu Albrecht, chồng của Victoria của Anh. Họ lên kế hoạch cai trị với tư cách là phụ tá, giống như Albert và Victoria của Anh, cải tổ những gì họ coi là sai sót trong cơ quan hành pháp mà Bismarck tạo ra. Văn phòng Thủ tướng, chịu trách nhiệm trước Đức hoàng, được thay thế bằng nội các kiểu Anh, với các bộ trưởng chịu trách nhiệm trước Reichstag. Chính sách của chính phủ sẽ dựa trên sự đồng thuận của nội các. Friedrich "đã mô tả Hiến pháp Đế quốc là sự hỗn loạn được tạo ra một cách khéo léo."
Tuy nhiên, căn bệnh của Friedrich đã ngăn cản ông thực hiện các chính sách và biện pháp hiệu quả để đạt được điều này, và những hành động của ông có thể thực hiện sau đó đã bị con trai và người kế vị, Wilhelm II, lãng quên. Thời điểm Friedrich qua đời và thời gian trị vì của ông là những chủ đề quan trọng giữa các nhà sử học. Sự ra đi sớm của ông được coi là một bước ngoặt tiềm tàng trong lịch sử nước Đức; và liệu ông có làm cho Đế quốc trở nên tự do hơn nếu ông sống lâu hơn hay không vẫn còn đang thảo luận.

## Tiểu sử

### Đầu đời và giáo dục

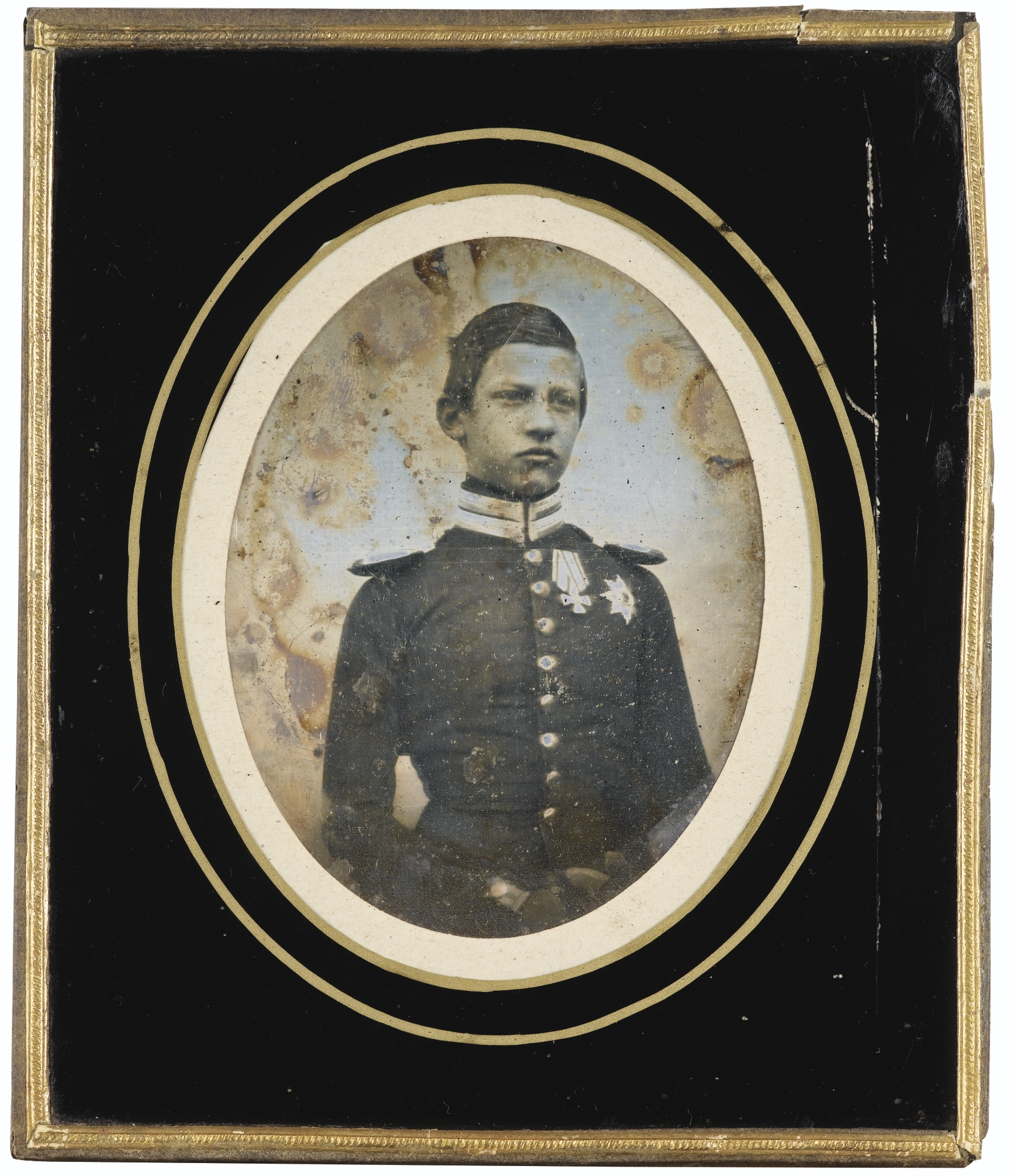
Friedrich Wilhelm, khoảng năm 1841

Friedrich Wilhelm chào đời tại Tân Hoàng cung ở Potsdam, Vương quốc Phổ, vào ngày 18 tháng 10 năm 1831. Ông là người thuộc dòng dõi nhà Hohenzollern, một trong những gia tộc danh tiếng nhất ở châu Âu và bấy giờ là triều đại cai trị Phổ. Cha của Friedrich là Vương tử Wilhelm – con trai thứ của Vua Friedrich Wilhelm III – đã được nuôi dưỡng theo truyền thống quân sự của Vương triều Hohenzollern và trở thành một người có kỷ luật chặt chẽ. Wilhelm từng yêu người em họ của mình là Elisa Radziwill, con gái của một nhà quý tộc Ba Lan với một Vương nữ Phổ, nhưng do không phải là con vua cháu chúa, Elisa không đủ đẳng cấp xã hội để kết hôn với một Vương tử Phổ. Do vậy, vua cha Friedrich Wilhelm III buộc Wilhelm phải từ bỏ mối quan hệ của mình với Elisa vào tháng 6 năm 1826 và tìm kiếm một cuộc hôn nhân thích hợp hơn Ba năm sau (1829), Wilhelm thành hôn với Công nữ Augusta xứ Sachsen-Weimar-Eisenach, người đã được giáo dưỡng trong môi trương trí thức và nghệ thuật của Weimar, nơi mà người dân được quyền tham gia nhiều hơn vào các vấn đề chính trị và quyền lực của lãnh chúa bị hạn chế bằng hiến pháp; Augusta trở nên được biết đến trên khắp châu Âu vì khuynh hướng ủng hộ chủ nghĩa tự do của bà. Cuộc hôn nhân của Wilhelm và Augusta trông bề ngoài có vẻ êm ấm, song không mấy hạnh phúc do những khác biệt giữa hai người. Đời sống sinh trưởng trong một gia đình như vậy đã để lại cho Friedrich những ký ức về một tuổi thơ đơn độc. Ông có một người em gái là Luise (sau này là Đại Công nương xứ Baden), nhỏ hơn ông tám tuổi và rất thân thiết với ông. Ngoài ra, Friedrich cũng có mối quan hệ rất tốt đẹp với bác mình là Vua Friedrich Wilhelm IV, người được mệnh danh là "nhà lãng mạn trên ngai vàng".
Friedrich khôn lớn trong một bối cảnh chính trị rối ren. Đó là giai đoạn mà khái niệm về chủ nghĩa tự do ở Đức, vốn tiến triển vào thập niêm 1840, nhận được sự ủng hộ rộng rãi và nồng nhiệt. Những người tự do chủ nghĩa yêu cầu thống nhất nước Đức và ủng hộ nền quân chủ lập hiến. Họ yêu cầu ban hành hiến pháp nhằm đảm bảo quyền được bảo vệ bình đẳng trước pháp luật và quyền tư hữu tài sản, đồng thời bảo vệ các quyền cơ bản của công dân. Nhìn chung, trào lưu tự do chủ nghĩa mong muốn chính phủ được cai quản bởi đại diện của quần chúng. Năm Friedrich 17 tuổi, làn sóng tư tưởng dân tộc và tự do chủ nghĩa này đã châm ngòi cho hàng loạt cuộc đấu tranh cách mạng trên khắp các bang Đức và những nơi khác ở châu Âu. Tại Đức, những người cách mạng đề ra mục tiêu bảo đảm các quyền tự do, tỷ như tự do hội họp và tự do báo chí và để thành lập một nghị viện và hiến pháp Đức. Mặc dù các cuộc đấu tranh cuối cùng đã không thể mang lại một thay đổi lâu dài nào, trào lưu tự do chủ nghĩa vẫn là một lực lượng đầy sức ảnh hưởng trong nền chính trị Đức suốt thời đại mà Friedrich sinh sống.
Mặc dù vương tộc Hohenzollern nhấn mạnh việc đào tạo quân sự cho con em mình như một giá trị truyền thống, Augusta nhất quyết đòi hỏi con bà phải được hưởng thêm một nền học vấn kinh điển. Do vậy, Friedrich đã được giáo dục toàn diện về cả truyền thống quân sự lẫn các môn nghệ thuật tự do. Gia sư của ông là Ernst Curtius, một nhà khảo cổ nổi tiếng. Friedrich là một học sinh giỏi, ông đặc biệt học tốt các môn ngoại ngữ, nói thạo tiếng Anh và tiếng Pháp, lại còn học tiếng Latinh. Ông cũng học lịch sử, địa lý, vật lý, âm nhạc và tôn giáo và tỏ ra xuất sắc môn thể dục; ngoài ra, ông còn trở thành một tay lái ngựa tài năng, đáp ứng đòi hỏi đối với một vương tử Phổ. Và, cũng như các vương tử khác của nhà Hohenzollern, Friedrich được tập làm quen với truyền thống quân sự của vương triều ngay từ thời niên thiếu. Friedrich chỉ mới 10 tuổi khi ông được sung vào Trung đoàn Bộ binh Cận vệ số 1 với cấp hàm Thiếu úy và được trao tặng Huân chương Đại bàng Đen. Theo đà trưởng thành của ông, vị vương tử được dự trù sẽ tham gia tích cực vào các vấn đề quân sự. Nhưng lên 18 tuổi, ông đã tuyệt giao với truyền thống gia đình và nhập học Đại học Bonn, tại đây ông học về lịch sử, luật pháp, chính quyền và chính sách công cộng. Trong thời gian ở Bonn (1850 – 1852), ông được học với các giảng viên Ernst Moritz Arndt và Friedrich Christoph Dahlmann. Những năm tháng học tập tại đại học này, kết hợp với ảnh hưởng của những thành viên gia đình ít bảo thủ hơn, đã đóng vai trò quan trọng trong việc nuôi dưỡng niềm tin của ông vào chủ nghĩa tự do.

### Hôn nhân và gia đình

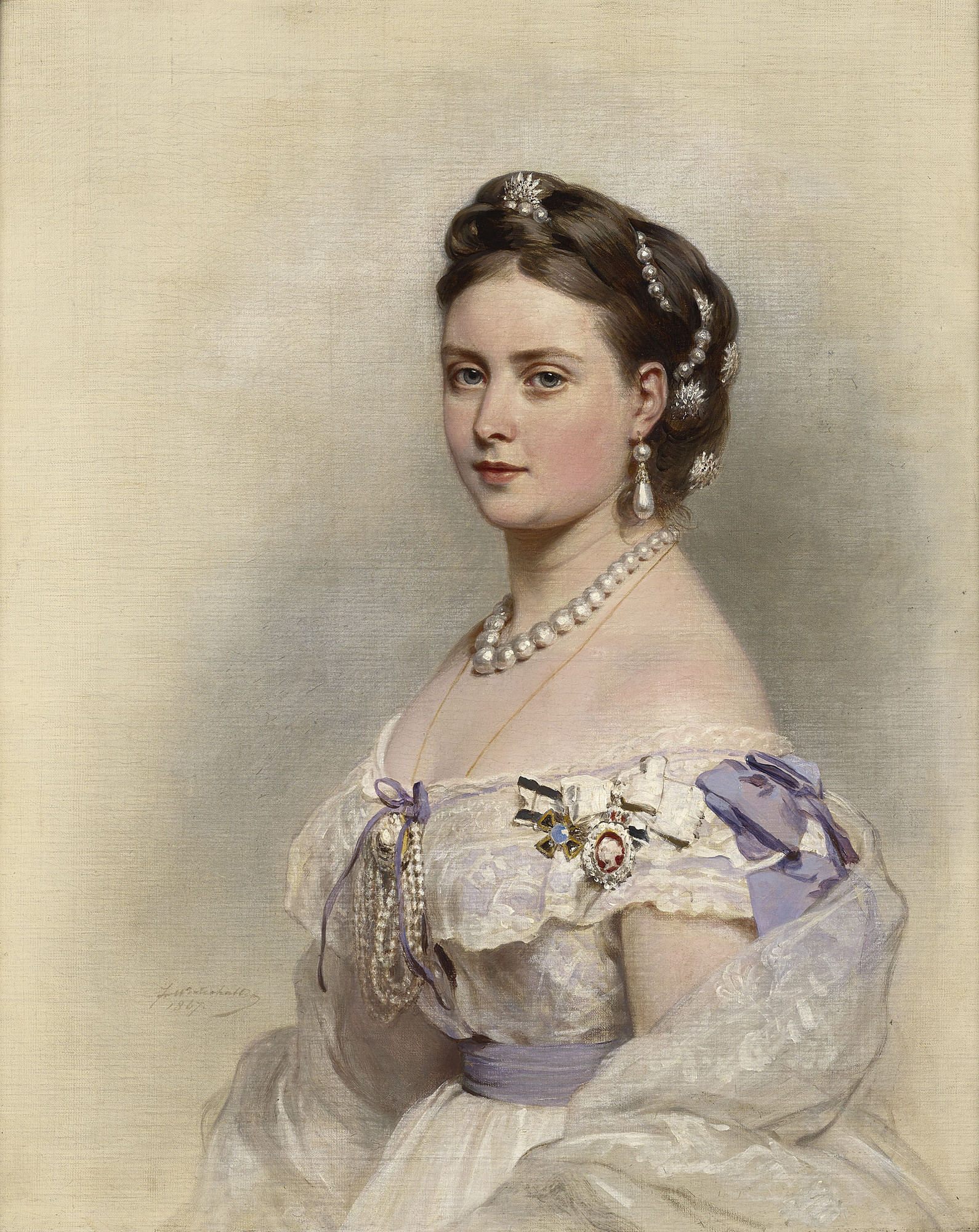
Victoria—trưởng nữ của Nữ vương Victoria của Anh—người mà Friedrich đã kết hôn vào năm 1858

Các hoàng tộc phương Tây vào thế kỷ 19 thường sắp đặt các cuộc hôn nhân của con em mình để củng cố liên minh và duy trì mối quan hệ máu mủ giữa các quốc gia của họ. Ngay từ năm 1851, Nữ vương Victoria của Anh và phu quân là Vương tế Albert đã bài trí các kế hoạch đã gả con gái đầu lòng của họ là Trưởng nữ là Vương nữ Victoria cho Friedrich. Vương triều Anh thời bấy giờ chủ yếu mang dòng máu Đức; trong khi Victoria của Anh chỉ cò chút nguồn gốc Anh, chồng bà không mang một dòng máu Anh nào. Vợ chồng Nữ vương Anh mong muốn duy trì quan hệ máu mủ của mình với Đức, và Vương phu Albert còn hy vọng rằng cuộc kết hôn sẽ dẫn đến quá trình tự do hóa và hiện đại hóa nước Phổ. Vua Leopold I của Bỉ, chú của nữ vương và hoàng tế Anh, cũng tán thành với kế hoạch hôn nhân này; vua Bỉ từ lâu đã nuôi dưỡng ý tưởng của Nam tước Stockmar về một liên minh thông qua hôn nhân giữa Anh và Phổ. Cha của Friedrich, Wilhelm – khi đó là Thái đệ của vua Phổ – không hề hứng thú với hoạch định này, thay vì đó ông hy vọng nhận một Đại Công nương Nga làm con dâu của mình. Tuy nhiên, Vương phi Augusta hết mực ủng hộ dự định hôn nhân này vì bà cho rằng nó sẽ thúc đẩy sự thắt chặt mối quan hệ với Anh. Năm 1851, Augusta phái Friedrich đến Anh với mục tiêu bên ngoài là để vị vương tử tham dự cuộc Đại Triển lãm, nhưng trên thực tế, bà hy vọng rằng nước Anh – cái nôi của chủ nghĩa tự do và ngôi nhà của cuộc cách mạng công nghiệp sẽ có ảnh hưởng tích cực đối với con bà. Vương tế Albert đã trông coi Friedrich trong thời gian ông thăm viếng Anh, nhưng chính nàng công chúa 11 tuổi Victoria mới là người đã dẫn đường cho vị vương tử người Đức đi quanh khu triển lãm. Sau lần gặp đầu tiên này, Friedrich và Victoria thường trao đổi thư từ với nhau.
Cuộc hứa hôn của cặp đôi trẻ tuổi đã được tuyên bố vào tháng 4 năm 1856, và họ thành hôn vào ngày 25 tháng 1 năm 1858 tại nhà nguyện cung thánh James, Luân Đôn. Nhân dịp hôn nhân của ông, Friedrich được thăng cấp hàm Thiếu tướng trong quân đội Phổ. Dù đây là một cuộc kết hôn được dàn xếp, đôi tân hôn đồng tâm hợp ý với nhau ngay từ đầu và họ chung sống hạnh phúc; Victoria cũng từng được hưởng một nền giáo dục theo khuynh hướng tự do và tán đồng với quan điểm của chồng mình. Bà là người đóng vai trò chi phối trong quan hệ vợ chồng. Cặp đôi hoàng gia này thường cư ngụ tại điện Thái tử (Kronprinzenpalais) và sinh hạ được tám người con: Wilhelm năm 1859, Charlotte năm 1860, Heinrich năm 1862, Sigismund năm 1864, Viktoria năm 1866, Waldemar năm 1868, Sophie năm 1870 và Margarethe năm 1872. Sigismund mất khi mới 2 tuổi và Waldemar chỉ sống được đến 11 tuổi, trong khi con trưởng của Friedrich và Victoria là Wilhelm bị teo một tay: đây có lẽ là do vị vương tử bị sinh ngôi ngược – một kiểu đẻ khó khăn và nguy hiểm, song cũng có thể xuất phát từ một trường hợp nhẹ của chứng liệt não. Wilhelm, người lên ngôi hoàng đế sau khi Friedrich qua đời, đã cố gắng che đậy cánh tay bị teo của mình với một ít thành công. Wilhelm phản đối tư tưởng tự do của cha mình và coi tình cảm sâu nặng của mẹ mình đối với nước Anh là chống Phổ và không yêu nước. Sự khác biệt về hệ tư tưởng giữa Wilhelm với song thân đã gây cho quan hệ giữa họ luôn căng thẳng trong suốt cuộc đời họ. Victoria từng đã nhìn nhận của mình là "một người Phổ toàn diện", trong khi Wilhelm luôn cay đắng và thất vọng trước sự lệ thuộc của Friedrich vào vợ mình. Vị hoàng tử từng than phiền với Herbert von Bismarck, con trai của vị Thủ tướng đương nhiệm, vào năm 1886:
| “ | Giờ tôi không thể nói chuyện với phụ thân tôi bất kỳ lúc nào trong một thái độ cởi mở và dễ chịu bởi vị Thái tử phi (Wilhelm trong thời gian đó thường dùng từ "Thái tử phi" thay vì "mẫu thân tôi" khi đề cập đến Victoria) không bao giờ để chúng tôi ở riêng được đúng 5 phút vì sợ phụ thân tôi – sau khi cuối cùng đã hiểu được những ý muốn thực sự của tôi với ông ấy là chân thực như thế nào – sẽ nằm dưới tầm ảnh hưởng của tôi. | ” |

## Sự nghiệp chính trị-quân sự

### Thái tử nước Phổ

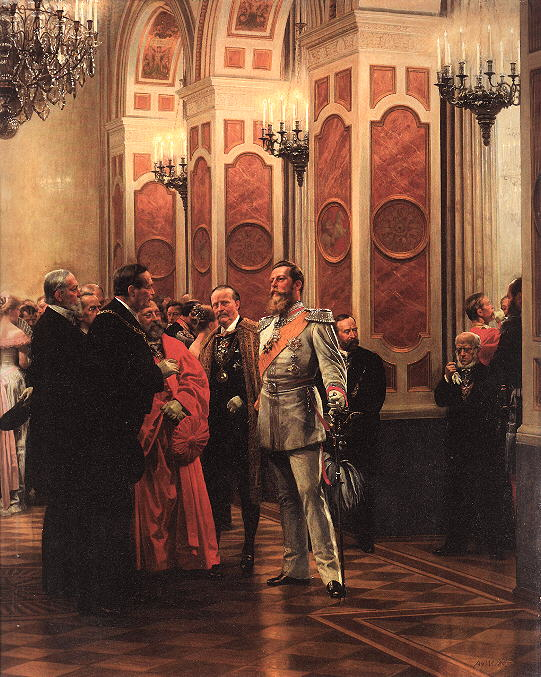
Wilhelm I chỉ cho phép Friedrich thực hiện một số bổn phận như tham dự các buổi khiêu vũ và giao thiệp với các chức sắc tôn giáo.

Vào năm 1858, sau khi vua Friedrich Wilhelm IV bị một cơn đột quỵ và không gượng dậy nổi, cha của Friedrich được chỉ định làm Nhiếp chính vương, thay mặt vua anh điều hành đất nước. Sau khi nhậm chức, Wilhelm sa thải chính phủ bảo thủ cực đoan cũ và thành lập chính phủ mới mang hơi hướng tự do hơn. Cũng như các nhà tự do chủ nghĩa khác của Phổ, Friedrich hy vọng rằng cha mình sẽ khởi đầu một "Thời kỳ Mới" của các chính sách tự do. Nhưng bên cạnh đó, Wilhelm chú trọng bảo vệ thần quyền của nhà vua. Thêm vào đó, Nhiếp chính vương còn là người coi trọng việc mở rộng quân đội chính quy của Phổ và điều này đã dẫn đến xung đột gay gắt giữa Vương triều với phe tự do, những người chiếm đa số trong Quốc hội. Khi vua Wilhelm I lên ngôi vào ngày 2 tháng 1 năm 1861, Friedrich, giờ đây đã 29 tuổi, được phong làm Thái tử và sẽ giữ ngôi vị này trong suốt 27 năm tới. Trong bối cảnh mâu thuẫn tiếp diễn giữa Quốc vương với những người tự do, Thái tử đã bày tỏ sự hoàn toàn tán thành của mình đối với "chính sách tự do cần thiết về quan hệ đối nội và đối ngoại".
Mân thuẫn lên đến đỉnh điểm vào tháng 9 năm 1862 khi Quốc hội từ chối tài trợ cho các kế hoạch tái cấu trúc quân đội của Quốc vương. Trước tình hình đó, Wilhelm chủ trương thoái vị và truyền ngôi cho Friedrich. Thậm chí nhà vua đã soạn chiếu thoái vị, song hành động này đã gây cho Friedrich hoảng hốt. Bên cạnh tư tưởng chính trị của mình, Friedrich, người vẫn đủ trung thành với chế độ quân chủ quân sự Phổ, không muốn được thừa kế nó trong khi nó đang bị khủng hoảng. Trái ngược với vợ mình, ông khuyên vua cha nên giải quyết cuộc khủng hoảng, bởi lẽ việc thoái vị sẽ "hình thành một mối đe dọa đối với triều đại, đất nước và ngôi đại thống". Cuối cùng, Wilhelm I từ bỏ ý định thoái vị và thay vì đó, theo lời khuyên của Bộ trưởng Chiến tranh Albrecht von Roon, nhà vua chỉ định Otto von Bismarck làm Thủ tướng. Bismarck, một nhà chính trị bảo thủ, đã chủ trương dựa vào những "lỗ hổng" trong hiến pháp để phớt lờ sự chống đối của phe tự do và thẳng tiến với việc thực hiện các cải cách quân sự của nhà vua. Việc bổ nhiệm Bismarck đã thúc đẩy xung đột giữa Friedrich với vua cha và dẫn đến việc ông bị loại khỏi các sự vụ của nhà nước trong suốt thời gian kế tiếp của triều đại Wilhelm. Friedrich kiên quyết đòi hỏi "các cuộc chinh phục nhân tâm" không đổ máu, nghĩa là việc thống nhất nước Đức các biện pháp hòa bình và tự do, nhưng chính đường lối "sắt và máu" của Bismarck đã thắng thế. Sự đối kháng của ông đối với nền trị vì của Wilhelm I lên tới đỉnh cao tại Danzig vào ngày 4 tháng 6 năm 1863, khi ông, trong một chuyến thanh tra quân sự của mình, đã lớn tiếng đả kích chính sách kiểm duyệt báo chí của Bismarck trong một bài diễn thuyết công cộng của mình.
Hành động này đã biến Bismarck thành một kẻ thù của ông và gây cho Wilhelm I hết sức giận dữ. Nhà vua định bắt giam Thái tử, nhưng Bismarck đã ngăn cản vì lo sợ Thái tử sẽ trở thành một biểu tượng tuyên truyền cho những người tự do. Thay vì đó, Bismarck khuyên vua nên cho phép Thái tử tiếp tục cuộc thanh tra của mình. Nữ vương Anh Victoria cổ vũ con rể, tăng cường chống đối chính sách của Bismarck bằng cách bãi bỏ chuyến thanh tra quân sự của mình và đến Anh. Tuy vậy, có lẽ Friedrich từ chối vì ông sợ rằng việc tự ý từ bỏ chuyến thanh tra của mình sẽ bị coi là một hành động "bất tuân". Có lẽ ông còn nhớ số phận của Friedrich Đại đế khi còn là Thái tử đã từng bị bắt giam do chạy trốn sang Anh cùng một số sĩ quan quân đội. Bài diễn văn tại Danzig đã khiến cho Friedrich bị loại khỏi mọi địa vị quyền lực chính trị trong suốt triều đại của cha mình. Ông vẫn được giữ chức vụ quân sự của mình, đồng thời tiếp tục thay mặt cho phụ hoàng và quốc gia trong các lễ nghi, lễ cưới và lễ mừng, chẳng hạn như Lễ kỷ niệm Vàng của Nữ vương Anh Victoria năm 1887. Bị vua cha chỉ trích thậm tệ vì tư tưởng tự do của mình, ông dành một phần không nhỏ thời gian sống ở Anh, nơi ông thường được thay mặt Victoria của Anh trong các nghi lễ và hoạt động xã hội.

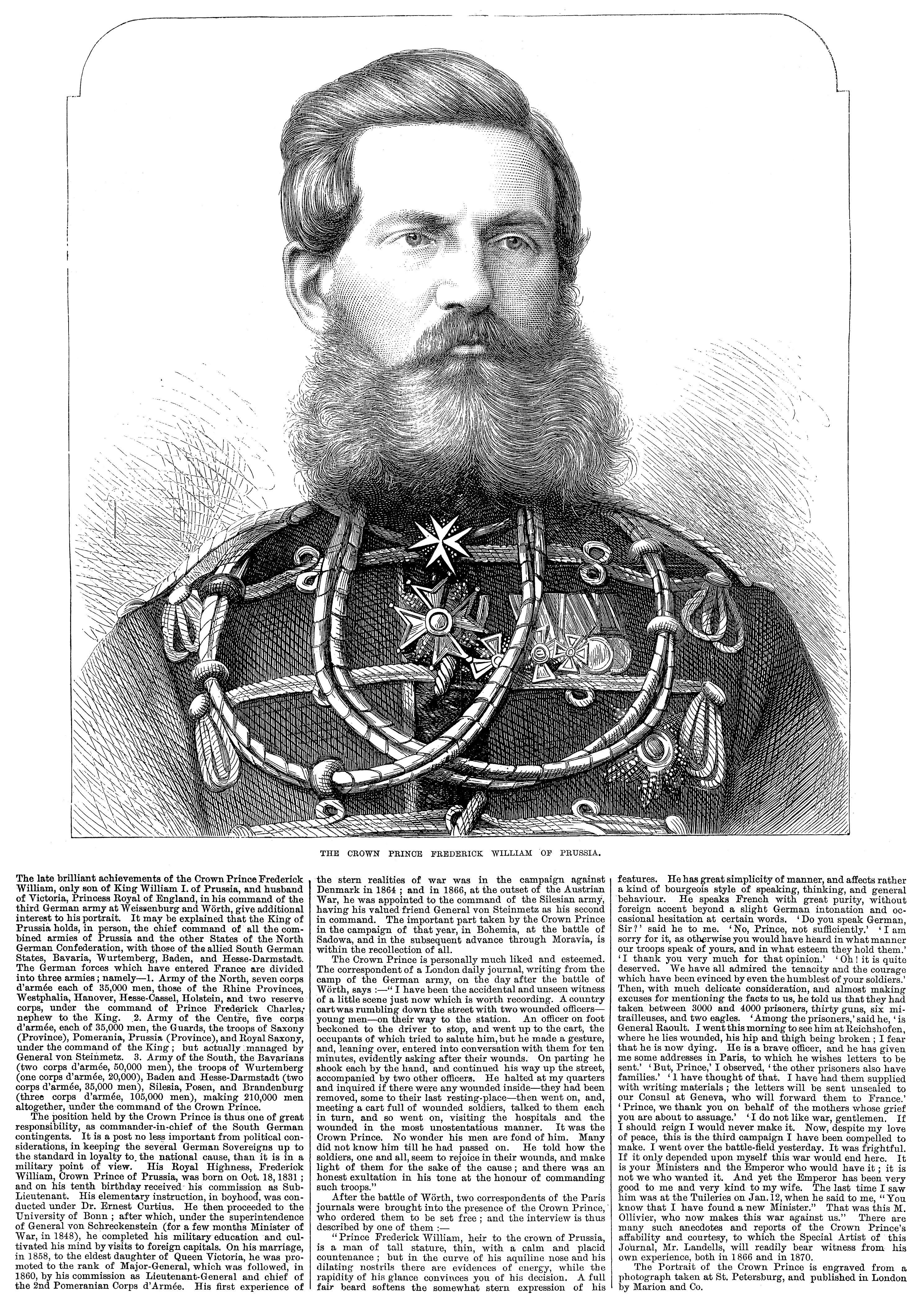
Bài báo của Illustrated London News ngày 20 tháng 8 năm 1870, ca ngợi các thành tựu của Thái tử trong Chiến tranh Pháp-Đức.

Friedrich đã tham gia các cuộc chiến tranh chống Đan Mạch, Áo và Pháp. Trước mỗi cuộc chiến, Thái tử đều phản đối hành động quân sự nhưng một khi chiến tranh đã bùng nổ, ông ủng hộ quân đội Phổ bằng toàn bộ tâm huyết của mình và nắm giữ các chức vụ chỉ huy. Nhìn chung, do không hề có ảnh hưởng chính trị, ông có nhiều cơ hội để thể hiện năng lực của mình trong chiến tranh. Cơ hội đầu tiên để tìm hiểu kinh nghiệm chiến trường đã đến với ông vào năm 1864, khi Chiến tranh Schleswig lần thứ hai bùng nổ giữa liên minh Phổ-Áo với Đan Mạch. Friedrich lúc bấy giờ là Trung tướng chỉ huy Sư đoàn Bộ binh Cận vệ số 1. Được giao nhiệm vụ giám sát viên chỉ huy tối cao Liên minh các quốc gia Đức là Thống chế Wrangel và bộ tham mưu của ông này, Thái tử đã khôn khéo giải quyết mâu thuẫn giữa Wrangel và các sĩ quan khác. Quân liên minh Phổ-Áo đã đánh bại quân Đan Mạch và chinh phục phần phía nam của Jutland, nhưng sau cuộc chiến họ đã dành hai năm vận động chính trị nhằm tranh giành quyền minh chủ các quốc gia Đức. Điều đó đã dẫn đến sự bùng nổ cuộc Chiến tranh Áo-Phổ năm 1866. Friedrich "là thành viên duy nhất trong Hội đồng Vương quyền Phổ bảo vệ quyền lợi của Công tước Augustenberg và phản đối ý tưởng về cuộc chiến với Áo mà ông mô tả là huynh đệ tương tàn." Dù ông là một nhà dân tộc chủ nghĩa nồng nhiệt luôn khuyến khích thống nhất và khôi phục đế quốc Đức thời Trung Cổ, "Fritz không thể chấp nhận rằng chiến tranh là con đường đúng đắn để thống nhất nước Đức.".

#### Chiến tranh Áo-Phổ
Tuy nhiên, khi chiến tranh xảy ra giữa Phổ với Áo, Thái tử đã chấp nhận chức Tổng tư lệnh Tập đoàn quân số 2, với sự phò tá của viên tướng tham mưu trưởng Leonhard Graf von Blumenthal. Helmuth von Moltke, Tổng tham mưu trưởng quân đội Phổ, đã huy động Tập đoàn quân số 1 dưới quyền Vương thân Friedrich Karl, người em con chú lớn hơn Thái tử ba tuổi, cùng Tập đoàn quân Elbe dưới quyền tướng Herwarth von Bittenfeld kéo vào Böhmen, trong khi Tập đoàn quân số 2 dưới quyền Friedrich được lệnh dẫn quân về hướng Nam qua Schlesien. Đến khi thấy quân đội Áo ở Böhmen nằm trong tầm tấn công của Phổ, tướng Moltke phát lệnh cho Friedrich xua quân vào Böhmen. Buổi trưa ngày 22 tháng 6 năm 1866, khi nhổ trại tại Neisse, Schlesien để chuẩn bị xuất quân, Thái tử đã đọc một bài diễn văn ngắn khơi dậy tinh thần yêu nước của các nhà chức trách quân sự và dân sự ở Neisse. Là viên chỉ huy cấp tập đoàn quân trẻ tuổi nhất của Phổ trong cuộc chiến, ông mang một trọng trách đầy khó khăn là tiến qua các hẻm núi Trautenau, 
Braunau và Naehod – ba cửa ngõ vào Böhmen. Ghen tị không muốn Friedrich hơn mình, Friedrich Karl đã gửi thư khuyên Thái tử rằng việc hành binh qua vùng đồi núi là cực kỳ khó nhọc và ngay cả Friedrich Đại đế ngày xưa cũng không dám thế. Nhận được thư, ông nói với Blumenthal:
| “       | Vậy thì, bây giờ, chúng ta sẽ làm điều đó, và nó sẽ không quá khó, xét về việc tận dụng địa hình đồi núi và khả năng cơ động chiến thuật của quân ta. | ” |
| — Fritz | |   |

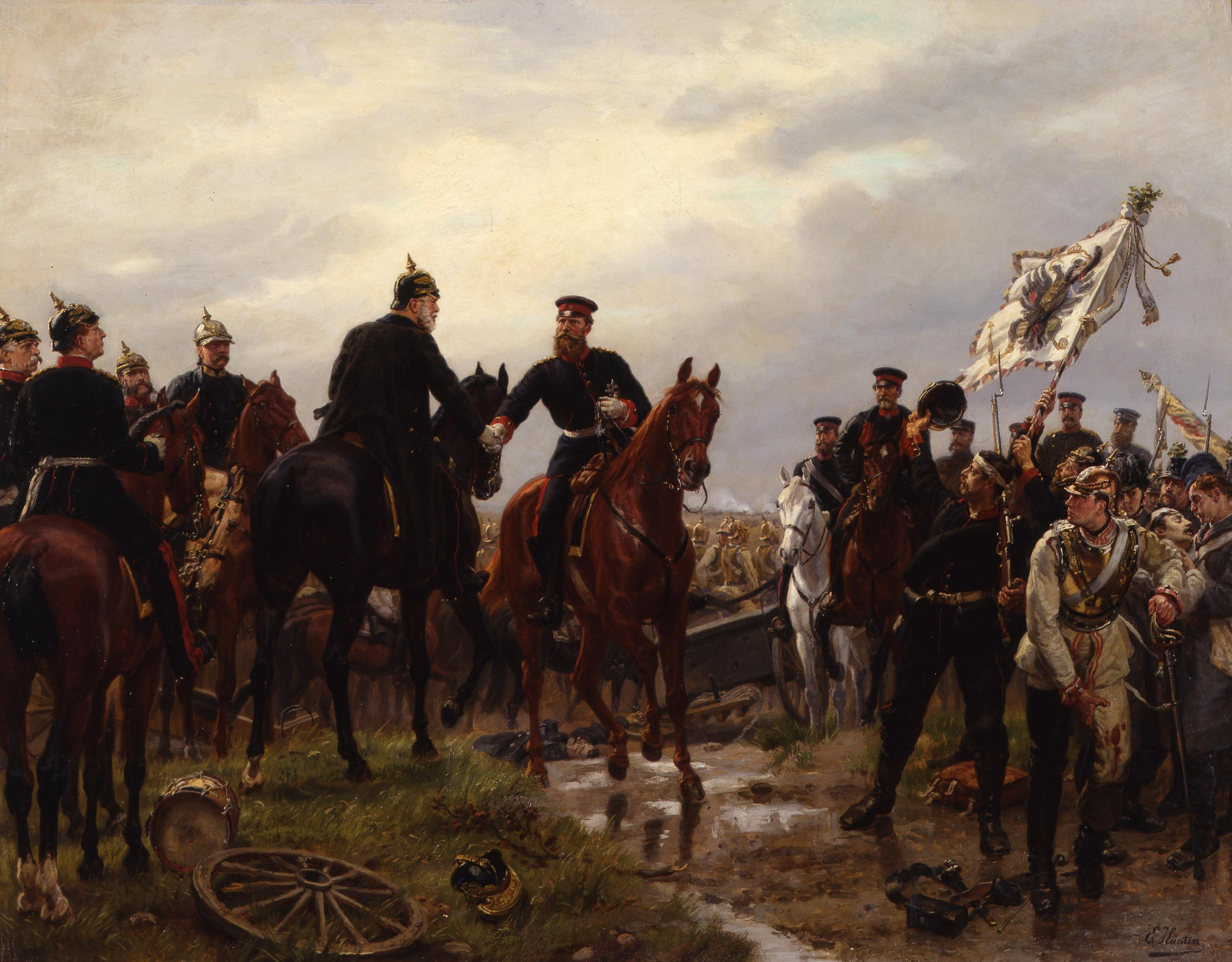
Friedrich được vua phong thưởng Thập tự Xanh, tranh tường do Emil Hünten vẽ ở Phòng Danh thơm Berlin.

Dưới sự chỉ huy của ông, Tập đoàn quân số 2 đã thực hiện hàng loạt các cuộc hành quân từ ngày 23 cho đến ngày 26 tháng 6 nhằm gây hoang mang và đánh lạc hướng đối phương. Ngày 27 tháng 6, qua ba hẻm núi Braunau, Trautenau và Nachod, Quân đoàn Vệ binh (Vương công August xứ Württemberg) cùng với Quân đoàn I (tướng Adolf von Bonin) và Quân đoàn V (tướng Karl Friedrich von Steinmetz) đã vào được Böhmen. Quân đoàn I bị Quân đoàn X Áo (tướng Ludwig von Gablenz) đánh bại với tổn thất đến khoảng 1.300 người trong trận Trautenau, nhưng đã loại được gần 5.000 quân đối phương ra khỏi vòng chiến, Cùng ngày, tại trận Nachod (còn gọi là trận Vysokov), Quân đoàn VI Áo (tướng Wilhelm Ramming) tấn công Quân đoàn V của Friedrich và bị đánh tơi bời; trong khi các đơn vị Phổ ở Nachod chỉ thương vong 1.122 người, số quân Áo bị loại lên đến 5.719 người. Quân của Friedrich và Blumenthal lại thắng nhiều trận lẻ trong những ngày kế tiếp. Ngày 2 tháng 7, trước tình hình thuận lợi nhằm bao vây tiêu diệt toàn bộ lực lượng Áo ở Böhmen, Moltke xuống lệnh cho các Tập đoàn quân số 1 và Elbe nổ súng tấn công vào rạng sáng ngày 3 tháng 7, đồng thời ban lệnh cho Friedrich tiếp viện nhanh chóng cho trận đánh quyết định sắp tới. Đó là trận Königgrätz – tại đây các Tập đoàn quân số 1 và Elbe đã cận kề thất bại khi mà sự ứng chiến kịp thời và thái độ quyết định của Friedrich đã quyết định phần thắng của Phổ trong cuộc chiến. Tại Königgrätz, vị Thái tử đã nhận định đúng đắn rằng chìa khóa thực sự của chiến tuyến quân Áo chính là cao điểm Chlum, chứ không phải là những vị trí mà Friedrich Karl đã tấn công suốt sáng. Ông huy động hai tiểu đoàn Vệ binh Phổ đột chiếm Chlum, thu giữ 30 khẩu đại bác của Áo án ngữ tại đây. Trong khi đó, Quân đoàn VI dưới sự chỉ huy của tướng Louis Mutius đã vượt sông Trotina thành công và buộc Benedek phải thay đổi vị trí quân cánh phải của mình.
"Vinh quang thuộc về Thái tử", theo như Đại tá Walker, người cho rằng Friedrich "không chỉ thắng trận, mà còn cứu rỗi em họ của mình [Friedrich Karl]... Tôi đã ở với ngài suốt thời gian đó, và tôi không thể nói quá nhiều về khả năng phán đoán tốt, suy xét tinh tế và quyết định rắn chắc của ngài". Vào lúc 8 giờ tối, Friedrich tiếp kiến vua cha, người đã ôm hôn ông và tặng ông Thập tự Xanh cao quý nhất của Phổ để tưởng thưởng lòng dũng cảm trên trận tiền và tài nghệ chỉ huy của ông. Chiến thắng Königgrätz đã khiến cho ông được vua cha và nhân dân Phổ hết sức mến mộ.
Bên cạnh vinh quang mà mình có được, cuộc đổ máu đã gây cho ông hoảng hốt. Vài ngày trước trận Königgrätz, Friedrich đã viết thư cho vợ mình, qua đó ông bày tỏ hy vọng rằng đây là cuộc chiến cuối cùng mà ông phải chiến đấu. Trong buổi tối sau trận thắng, ông viết vào nhật ký của mình: "Chiến tranh là một thứ ghê tởm, và nhà dân sự đã khởi đầu nó bằng một nét bút của mình trên chiếc bàn Hội đồng không hề có ý tưởng về cái mà ông ta đang chuẩn bị." Giờ đây, việc chấm dứt chiến tranh còn là mối bận tâm của Bismarck. Quá vui mừng trước chiến thắng, Wilhelm I muốn buộc Áo cắt đất nhượng cho mình, nhưng Thủ tướng không muốn biến nước Áo thành kẻ thâm thù của Phổ. Mâu thuẫn giữa Quốc vương và Thủ tướng lên cao đến mức mà khi gặp Friedrich vào ngày 20 tháng 7, Moltke phàn nàn: "Điện hạ sẽ nhìn thấy mọi thứ ở đây trong một tình hình tệ hại... Đức vua và Bismarck sẽ không nhìn mặt nhau nữa". Quả nhiên Bismarck tìm đến "cầu viện" Friedrich cùng ngày hôm ấy. Trong nhật ký của mình, Thái tử viết: "Ta phải nói là Bismarck hành xử rất đúng mực và vấn đề này, và ta sẽ giúp đỡ nhiều cho ông ấy... Ba ngày nay phụ vương đã nói với ông ấy những điều khiến ông [Bismarck] thật sự đã bật khóc trong đêm qua và thật tình lo lắng không dám đến yết kiến nữa... Ta phải trấn an cả hai người". Ông đã bày tỏ thái độ đồng cảm và sẵn lòng ủng hộ Bismarck của ông:
| “                   | Ông biết rằng ta chống lại cuộc chiến này. Ông xem nó là cần thiết, và trách nhiệm về nó nằm ở ông. Nếu giờ đây ông vững tin rằng chúng ta đã được cái kết cục và một hiệp ước hòa nước nhất quyết phải được ký kết, ta sẵn sàng giúp đỡ ông và bảo vệ quan điểm của ông với cha ta. | ” |
| — Friedrich Wilhelm | |   |

Sau khoảng 30 phút khuyên nhủ vua cha, Thái tử cuối cùng đã trở lại với Bismarck trong tâm trạng "thân thiện, điềm tĩnh" và nói với Bismasrck: "Đó là một việc rất khó, nhưng phụ vương ta đã bằng lòng".
Tầm nhìn chiến lược của Friedrich được tham mưu trưởng của ông, người đã đóng góp rất nhiều đến những thắng lợi của ông trong các cuộc chiến năm 1866 và 1870, ngưỡng mộ. Theo Blumenthal, trong khi Friedrich Karl triển khai một hệ thống chỉ huy phối hợp (trong đó kỵ binh và pháo binh cùng tiến bước), Thái tử chú trọng tính linh hoạt của việc tổ chức các cuộc hành quân riêng rẽ và chỉ hợp nhất lực lượng trong các trận đánh cụ thể.

#### Chiến tranh Pháp-Đức
Những thắng lợi quân sự vang dội của Phổ đã gây cho Hoàng đế Pháp Napoléon III hoảng hốt. Thậm chí ông ta còn bối rối hơn nữa khi được biết về tài dụng binh của Friedrich. Napoléon đã: "Vị vua tương lai cũng là một tướng giỏi! Đó là một giọt nước tràn li".
Bốn năm sau, Friedrich một lần nữa lên đường chinh chiến khi cuộc Chiến tranh Pháp-Đức bùng nổ vào năm 1870. Ông được lãnh quyền chỉ huy Tập đoàn quân số 3, gồm các đơn vị quân đội Phổ và các bang miền Nam Đức. Một lần nữa, Blumenthal được chỉ định làm Tham mưu trưởng của ông Thái tử lo lắng khi ông được bổ nhiệm làm tư lệnh tập đoàn quân này. Ông đánh giá các đạo quân Nam Đức "thiếu thiện ý với chúng ta và hầu như không được đào tạo theo khuôn phép của chúng ta", và tin rằng họ không thể chiến đấu hiệu quả với một kẻ thù hùng mạnh và được chuẩn bị tốt như người Pháp. Nhưng trong cuộc chiến, các lực lượng Nam Đức đã chiến đấu dũng cảm hơn là ông nghĩ.
Ngày 3 tháng 8 năm 1870, Moltke hạ lệnh cho Friedrich và Blumenthal kéo Tập đoàn quân số 3 vào Alsace và đánh bại bộ phận quân Pháp tại đây, sau đó vượt dãy Vosges rồi vòng lên mạn bắc để hiệp lực cùng các Tập đoàn quân số 1 và 2 bao vây tiêu diệt chủ lực Tập đoàn quân Rhine của Pháp tại Lorraine. Tuân thủ thượng lệnh, ngày 4 tháng 8, ông điều 5 vạn quân thuộc 3 quân đoàn Phổ-Bayern tiến công Wissembourg và đập tan cuộc kháng cự quyết liệt của 6.000 quân thuộc Sư đoàn 2 Pháp (Quân đoàn I) do tướng Abel Douay chì huy. Bản thân Douay tử trận và hàng nghìn quân Pháp bị bắt làm tù binh. Theo bình luận của Đại tá Anh Walter, trận đánh là "một hoạt động được tiến hành xuất sắc... Tôi... chưa từng chứng kiến điều gì hoàn hảo hơn cuộc tiến công lên các cao điểm của quân Phổ". Tiếp theo đó, Thái tử và Blumenthal tiến quân về hướng tây-nam để truy tìm bộ phận chủ lực Quân đoàn I Pháp do Thống chế Patrice de MacMahon chỉ huy. Blumenthal định cho quân nghỉ ngơi vào ngày 6 tháng 8, nhưng trong ngày hôm ấy một trận đánh khốc liệt đã tình cờ bùng nổ giữa các lực lượng Phổ, Bayern và Württemberg với Quân đoàn I và một sư đoàn thuộc Quân đoàn VII của Pháp trong khu vực Wœrth-Frœschwiller. Trận chiến chấm dứt với thắng lợi toàn diện của quân đội Nam-Đức và buộc MacMahon phải vội vã rút quân chạy về Châlons.
Hai chiến thắng mở màn ở Wissembourg và Wœrth-Frœschwiller đã đem lại cho Thái tử những những lời khen ngợi về tài điều binh khiển tướng của ông. Ngay sau đại thắng Wœrth, khi ông bày tỏ sự đặc biệt hài lòng của mình đối với cống hiến của hai quân đoàn Bayern trong cuộc chiến đấu, một hạ sĩ Bayern đáp: "Dưới sự thống lĩnh của Điện hạ, chúng tôi có thể đi mọi nơi và làm mọi thứ. Nếu chúng tôi được chỉ huy bởi ngài vào năm 1866, thay vì bởi một tên hậu đậu, chúng tôi sẽ tung cho đám quân Phổ kia đòn đánh nặng nề nhất mà họ đã từng hứng chịu" (Bayern liên minh với Áo trong cuộc chiến năm 1866 và bị một tập đoàn quân nhỏ của Phổ ở phía Tây đánh bại).

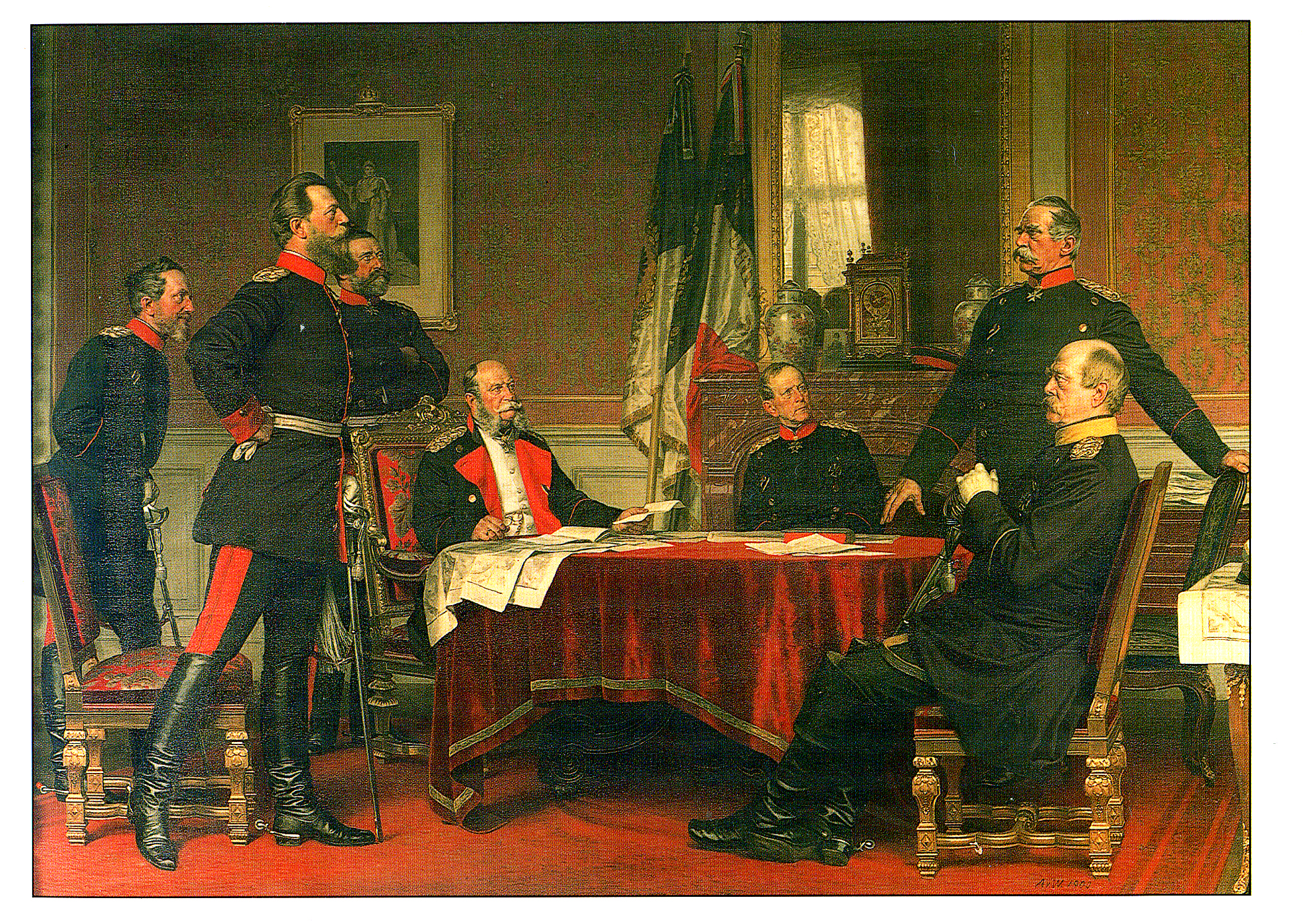
Tổng hành dinh Phổ tại Versailles trong cuộc vây hãm Paris, tranh của Anton von Werner.

Mặc dù thắng lợi của tập đoàn quân thái tử tại Alsace đã tạo thuận lợi cho Moltke thực thi kế hoạch của mình, chiến lược này đã bị phá sản do những sự kiện diễn ra trên mạn bắc vào khoảng ngày 5 - 6 tháng 8 (để biết cụ thể xem các bài Helmuth Karl Bernhard von Moltke, Karl Friedrich von Steinmetz và Trận Spicheren). Tiếp nối những chiến thắng của mình, Friedrich Wilhelm và Blumenthal điều động các đơn vị Tập đoàn quân số 3 đã vượt dãy Vosges mà không vấp phải sự kháng cự nào từ Tập đoàn quân Alsace. Trong vùng núi, quân Bayern và Württemberg vây chiếm một số pháo đài đơn lẻ của Pháp như Lichtenberg và Marsal. Vào ngày 12 tháng 8 Tập đoàn quân số 3 đã ra được khỏi dãy Vosges và nối lại liên lạc với Tập đoàn quân số 2 do Vương thân Friedrich Karl chỉ huy trên mạn Lorraine. Đến ngày 16 tháng 8, Thái tử dừng quân và lập tổng hành dinh tại thị trấn Nancy – nơi quân Pháp đã rút bỏ 4 ngày trước đó – để yểm trợ các hoạt động chủ lực của các Tập đoàn quân số 1, số 2 và chuẩn bị đối phó với mọi tình huống.
Sau khi hai tập đoàn quân này đánh bại 5 quân đoàn chủ lực Tập đoàn quân Rhine của Pháp trong trận Gravelotte và cô lập hoàn toàn Tập đoàn quân Rhine tại Metz, Moltke chuyển trọng tâm của mình về hướng tây sang Châlons, nơi Napoléon III và MacMahon đang thành lập Tập đoàn quân Châlons với thành phần nòng cốt là 3 quân đoàn I, V, VII. Vị Tổng tham mưu trưởng rút 4 quân đoàn khỏi biên chế của Tập đoàn quân số 2 để thành lập Tập đoàn quân Maas do Thái tử Albert của Sachsen thống lĩnh. Sau khi cho quân nghỉ ngơi trong hai ngày 19 và 20 tháng 8, nhà vua và Moltke điều động các tập đoàn quân của hai thái tử Đức tiếp tục tiến quân về hướng Tây để dứt điểm chiến dịch.
Sau khi tiến qua Commercy, Bar-le-Duc, Point-du-Jour, và Vitry, quân của Friedirch tới Châlons ngày 24 tháng 8 và phát hiện rằng quân Pháp đã nhổ trại. Các đơn vị Tập đoàn quân số 3 đã chiếm được pháo đài Vitry vào buổi sáng ngày hôm sau. Cùng ngày, Moltke đã được thông tin đầy đủ rằng Napoléon và MacMahon đang đem quân đến Rheims và Bethel hòng phá vòng vây của các Tập đoàn quân số 1, số 2 ở Metz và hội quân với Tập đoàn quân Rhine. Lập tức, ông điều các lực lượng hùng hậu do Friedrich và Albert chỉ huy quay sang hướng tây bắc. Hai vị thái tử đã đánh tan Quân đoàn V Pháp trong trận Beaumont vào ngày 30 tháng 8, rồi bao vây tiêu diệt Tập đoàn quân Châlons trong trận Sedan vào ngày 1 tháng 9. Hôm sau, Napoléon III, MacMahon và 83.000 quân của Tập đoàn quân Châlons đầu hàng và bị bắt làm tù binh. Tiếp nối thắng lợi của mình, Friedrich vây hãm Paris, nơi ông bẻ gãy các cuộc đột vây của Pháp. Sau khi Friedrich Karl hạ được Metz vào ngày 27 tháng 10, vua Wilhelm I quyết định phá vỡ một cổ tục của Vương triều Hohenzollern, theo đó các vương thân không được thụ phong cấp bậc cao nhất của quân đội. Khi làm Thái đệ nối ngôi, Wilhelm là Đại tướng Bộ binh quyền lãnh Thống chế chứ không hoàn toàn là Thống chế. Giờ đây, nhà vua phong cấp hàm Thống chế cho con mình Friedrich Wilhelm và cháu gọi mình bằng bác Friedrich Karl.
Thái độ đối xử nhân đạo của Friedrich đối với các kẻ thủ của đất nước đã đem lại cho ông sự kinh trọng của họ và sự tán thưởng của các quan sát viên trung lập. Sau trận chiến Wœrth-Frœschwiller, một nhà báo Luân Đôn đã chứng kiến những chuyến thăm hỏi liên tục của Thái tử dành cho thương binh Phổ và ca ngợi các việc làm của ông, tán dương tình cảm yêu mến và quý trọng của những người lính đối với ông. Cũng sau chiến thắng này, Friedrich trò chuyện với hai nhà báo Paris "Ta không thích chiến tranh, các quý ông ạ. Nếu sau này ta trị nước ta sẽ không bao giờ gây ra nó." Một nhà báo Pháp ca tụng: "Thái tử đã để lại vô số nét tử tế và nhân đạo trên vùng đất mà ông đánh." Qua một bài báo vào tháng 7 năm 1871, thời báo The Times đã bày tỏ sự nể phục đối với những chiến công và tinh thần nhân đạo của ông: "vị Thân vương giành được nhiều vinh quang do sự hiền đức cũng như do lòng can trường của ngài trong chiến tranh." Sau đại thắng Sedan, các nhật ký chiến tranh của Thái tử cho thấy vấn đề mà giờ đây ông bận tâm nhất là những trở ngại còn lại của cuộc thống nhất nước Đức và việc xây dựng một đế quốc mới.

### Hoàng thái tử Đức

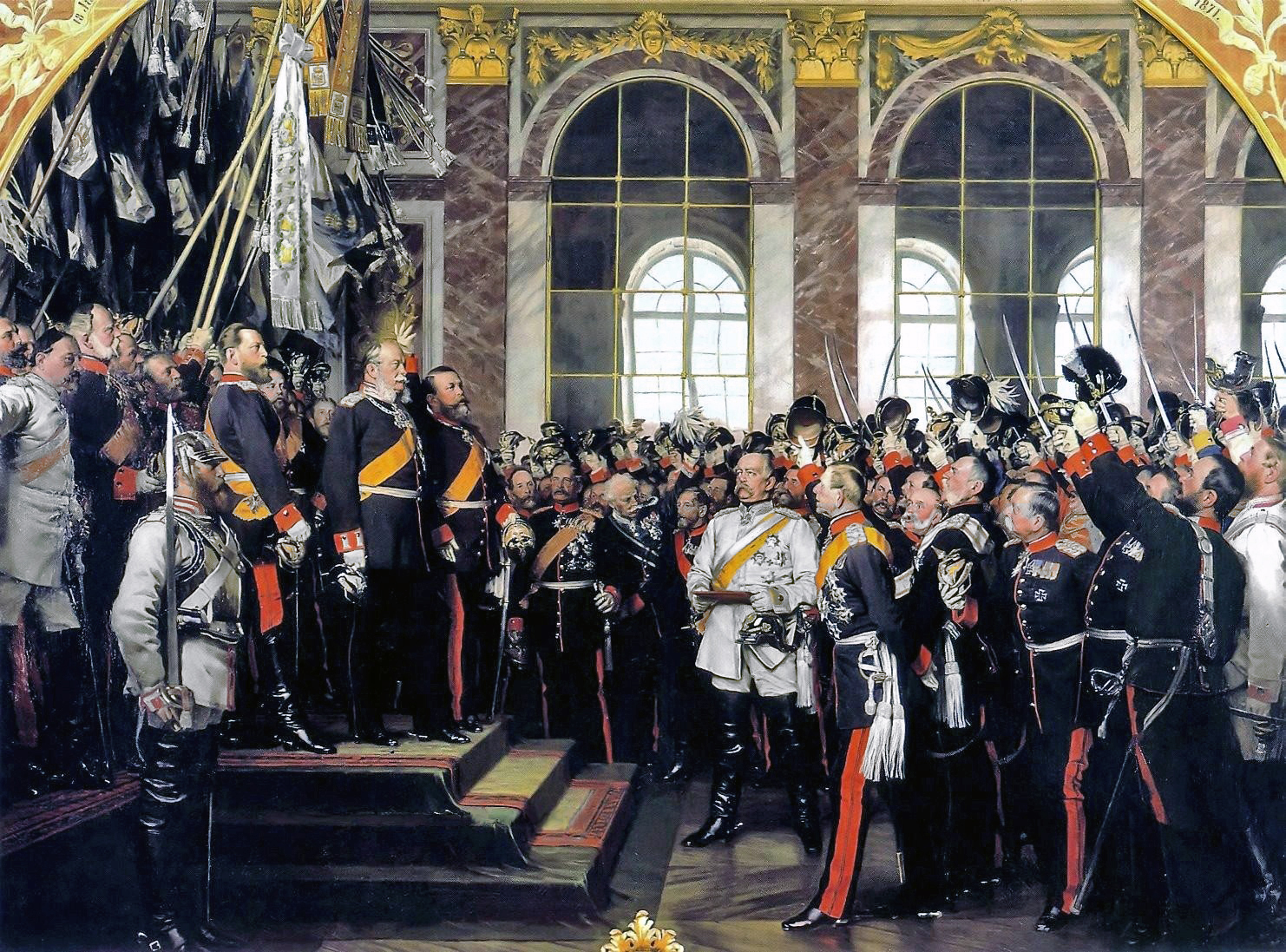
Họa phẩm của Anton von Werner mô lễ tấn phong Hoàng đế cho Wilhelm I; Friedrich đứng cạnh phụ hoàng, em rể ông là Đại Công tước xứ Baden bắt nhịp cho mọi người tung hô.

Vào ngày 18 tháng 1 năm 1871, sau những thắng lợi của Phổ, các quốc gia Đức thống nhất thành Đế quốc Đức dưới sự lãnh đạo của Phổ, với Wilhelm I là Hoàng đế và Friedrich là người kế thừa của nền quân chủ Đức mới mẻ. Mặc dù Wilhelm coi ngày Hoàng đế là ngày đau xót nhất trong cuộc đời của mình, Friedrich bày tỏ thái độ hân hoan khi được chứng kiến một ngày vĩ đại trong lịch sử Đức. Bismarck, giờ đây là Thủ tướng Đức, không ưa chuộng Friedrich và không đồng tình với thái độ ủng hộ chủ nghĩa tự do của Thái tử và Thái tử phi. Sử gia người Anh Michael Balfour mô tả: 
Thái tử và Vương phi cùng san sẻ quan điểm với Đảng Tiến bộ, vì Bismarck bị ám ảnh bởi nỗi lo sợ rằng nếu như lão hoàng đế qua đời – và giờ đây ông đã ở độ thất tuần – họ sẽ triệu một trong những thủ lĩnh phe Tiến bộ làm Thủ tướng. Ông ấy mưu toan phòng vệ trước một thay đổi như vậy bằng việc kìm hãm Thái tử khỏi một vị trí có tầm ảnh hưởng nào đó và bằng các biện pháp bẩn thỉu cũng như các biện pháp bẩn thỉu cũng như trong sạch đã khiến cho ông mất lòng dân.
Friedrich thường tỏ ra bất đồng với các hoạt động và chính sách bảo thủ của phụ hoàng và Bismarck, đồng thời đứng về phía những người tự do Đức khi họ phản kháng việc mở rộng quân đội đế quốc. Ông trở thành niềm hy vọng của các đảng viên Đảng Tiến bộ Đức, những người tin rằng sự nối ngôi của Friedrich sẽ khởi đầu một thời kỳ mới cho đất nước: thời kỳ của một chính quyền tự do. Bên cạnh đó, ông cũng tham gia nhiều dự án xây dựng công trình công cộng, chẳng hạn như việc thành lập các trường học và giáo đường ở khu vực Bornstedt gần Potsdam. Để hỗ trợ cho nỗ lực của phụ hoàng nhằm biến đế đô Berlin thành một trung tâm văn hóa lớn, ông đã được bổ nhiệm làm Bảo hộ các Bảo tàng Công cộng; chủ yếu nhờ vào công sức của ông mà những bộ sưu tập hội họa quy mô đáng kể đã được gom và trung bày tại Bảo tàng Hoàng đế Friedrich (sau này gọi là Bảo tàng Bode) mới được thành lập ở Berlin sau khi ông qua đời.

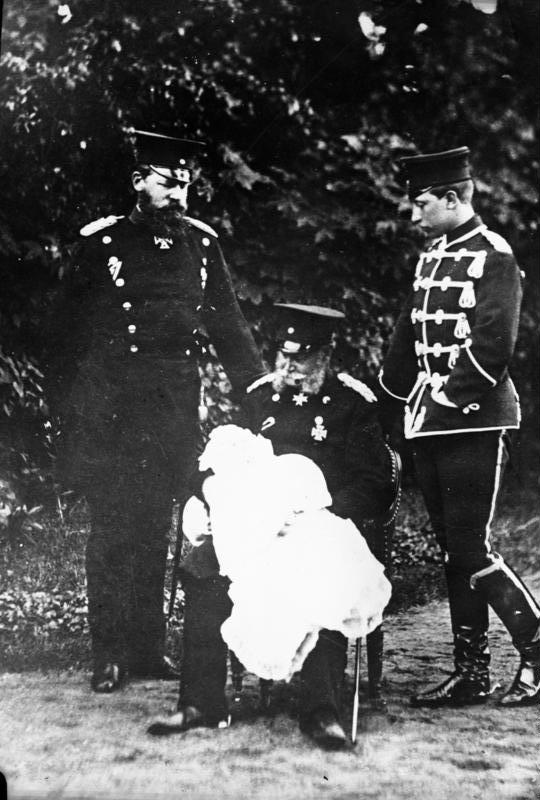
Đức hoàng Wilhelm I ngồi ở giữa, Thái tử Friedrich bên phải và con ông là Hoàng tử Wilhelm bên trái.

Vào năm 1878, sau khi Wilhelm I bị trọng thương trong một vụ ám sát hụt do Tiến sĩ Karl Nobiling thực hiện, Friedrich được triệu ra chấp chính trong thời gian phụ hoàng đi chữa trị thương tích. Thái tử ngấm ngầm hy vọng đây là thời cơ cho ông nắm quyền để thực hiện đường lối của mình, và ông yêu cầu được bổ nhiệm làm Nhiếp chính vương để trị nước thay cha. Tuy nhiên, Wilhelm I và Bismarck đã ban bố một chỉ dụ mà "không hề hỏi ta trước", theo đó Friedrich chỉ đơn thuần là một Phụ chính thay mặt vua cha thực hiện các chính sách mà vua cha, hay nói đúng hơn là Bismarck, đã đề xướng. Sau khi phụ hoàng về kinh vào ngày 5 tháng 12, ông lại bị gạt ra ngoài lề. Sự thiếu thốn ảnh hưởng của mình đã gây cho ông hết sức bất mãn, thậm chí còn khiến ông nảy sinh ý định tự sát.
Friedrich là một người nghiện thuốc lá và điều này đã dẫn đến căn bệnh ung thư vòm họng của ông. Vào tháng 1 năm 1887, khi ông 56 tuổi, những triệu chứng đầu tiên của căn bệnh đã xuất hiện khi ông ngày càng khàn giọng. Vào tháng 3, bác sĩ Carl Gerhardt, Giáo sư Y dược tại Đại học Berlin, phát hiện một khối u nhỏ trên dây thanh quản trái của Thái tử. Không thể cắt bỏ nó bằng nhíp, Gerhard đã dùng một sợi dây kim loại nóng để cắt bỏ khối u. Tuy nhiên, giọng nói của Thái tử vẫn khàn và vào tháng 5, khối u đã tái phát trong khi vết thương do cuộc điều trị gây ra vẫn chưa lành. Đoán rằng Friedrich đã mắc bệnh ung thư vòm cổ họng, vào tháng 5, Gerhardt hội ý một nhà phẫu thuật nổi tiếng Ernst von Bergmann. Dù cho khối u có phải là ác tính hay không, hai người yêu cầu thực hiện phẫu thuật cắt bỏ vùng bị ảnh hưởng. Họ tham kiến Wilhelm I và Bismarck mà không hề báo cho Thái tử về ý định của họ. Được sự đồng thuận của Bismarck, Hoàng đế "cấm họ làm phẫu thuật mà không có sự ưng thuận của con ta". Bermann nhận thấy cuộc phẫu thuật có triển vọng tốt do căn bệnh đã được phát hiện sớm và bệnh nhân còn khỏe. Dù Thái tử phi không thích để "con dao chạm vào cổ họng yêu dấu của anh ấy", vợ chồng Thái tử ồng ý và cuộc phẫu thuật được hoạch định thực hiện vào ngày 21 tháng 5. Nhưng do một cuộc phẫu thuật như vậy mang nguy cơ tử vong rất cao trong thời gian đó, mọi người quyết định hội ý một bác sĩ có tên tuổi người Anh là Ngài Morell Mackenzie.
Sau khi đến Berlin vào ngày 20 tháng 5, Mackenzie khám bệnh Thái tử và cho rằng khối u của Friedrich không nguy hiểm, mà chỉ là "khối u xơ có thể bị loại bỏ mà không còn phẫu thuật trong vòng sáu đến tám tuần điều trị". Do đó, cuộc phẫu thuẫn theo dự kiến bị hoãn lại. Vị bác sĩ người Anh đã cắt bỏ một số mẩu khối u và giao cho bác sĩ Rudolf Virchow, nhà nghiên cứu bệnh học lớn nhất thời đó, phân tích. Virchow không tìm thấy được triệu chứng ác tính. Tuy nhiên, các bác sĩ Gerhardt và Bergmann khẳng định sự chẩn đoán ban đầu của họ là đúng và cảnh báo rằng khối u đang lan rộng về bên kia thanh quản của Thái tử. Nhưng Mackenzie vẫn cố giữ quan điểm của mình. Trước tình hình đó, Friedrich và vợ ông quyết định chọn Mackenzie làm bác sĩ chữa trị cho mình. Đầu tháng 6 năm 1887, Friedrich đến Luân Đôn, nơi Mackenzie khám bệnh cho ông. Chính tại đây, ngày 21 tháng 6, ông đã tham gia Lễ Kỷ niệm vàng của Victoria của Anh. Mackenzie khuyên Thái tử Đức nên nghỉ đông ở Địa Trung Hải, nơi có khí hậu ấm áp, để tránh thời tiết lạnh lẽo của Berlin. Cuối năm 1887, vợ chồng Thái tử đến Ý nhưng tại đây, bệnh tình của ông càng nặng. Trái với vợ chồng Thái tử, Đức hoàng và Thủ tướng không còn tin cậy vào phương pháp chữa trị của Mackenzie. Wilhelm I phái hai bác sĩ Đức và một bác sĩ Áo đến tháp tùng Thái tử ở Địa Trung Hải.
Trước bệnh tình của Thái tử, Victoria yêu cầu Mackenzie xét nghiệm lại và giờ đây, vị bác sĩ thay đổi hoàn toàn chẩn đoán ban đầu của mình: Thái tử đã bị ung thư vòm họng và chỉ sống được 18 tháng nữa. Các bác sĩ khác đồng ý với Mackenzie và khẳng định ngay cả việc cắt bỏ hoàn toàn thanh quản vẫn không thể cải thiện tình hình. Nhận hung tin, Friedrich tỏ ra điềm tĩnh đến mức mọi người phải khâm phục. Nhưng lúc ở riêng với Victoria, ông bày tỏ cảm xúc thực sự của mình và có lần ông than khóc: "Để tưởng tượng rằng anh phải chịu một cơn bệnh ghê tởm khủng khiếp như thế; rằng anh sẽ là đối tượng căm ghét của mọi người, và là hoàn toàn là gánh một gánh nặng cho em. Anh đã luôn kỳ vọng được hữu dụng cho đất nước của anh? Vì sao Trời thật tàn nhẫn với anh?". Buổi tối ngày 8 tháng 2 năm 1888, bệnh tình của ông nhanh chóng trở nên tồi tệ hơn và sáng ngày 9 tháng 2, Thái tử ngột ngạt đến mức đã ông yêu cầu phải tiến hành phẫu thuật mở khí quản ngay lập tức. Trợ lý của Bergmann là Bramann đã thực hiện cuộc phẫu thuật này và một ống thở đã đưa vào khí quản của Friedrich để cho ông thở. Trong suốt thời gian còn lại của cuộc đời, Friedrich không nói được và thường giao tiếp bằng viết giấy.
Trong cuộc phẫu thuật, bác sĩ Bergmann suýt nữa đã giết chết ông do bị mất dấu đường rạch ở khí quản và đặt ống thở sai chỗ. Thấy Friedrich ho và chảy máu, Bergmann lại còn đặt ngón tay trở của mình lên vết thương, làm vết thương bị mở rộng ra thêm. Friedrich chấm dứt chảy máu sau hai tiếng đồng hồ, nhưng những hành động của Bergmann đã dấn đến sự hình thành một áp xe ở cổ ông, gây cho ông khó chịu trong những tháng còn lại của đời mình. Sau, Friedrich từng hỏi "Vì sao Bergmann lại đặt ngón tay của ông ấy vào cổ ta?" và than phiền "Bergmann hành hạ [ta]".

### Hoàng đế vắn số

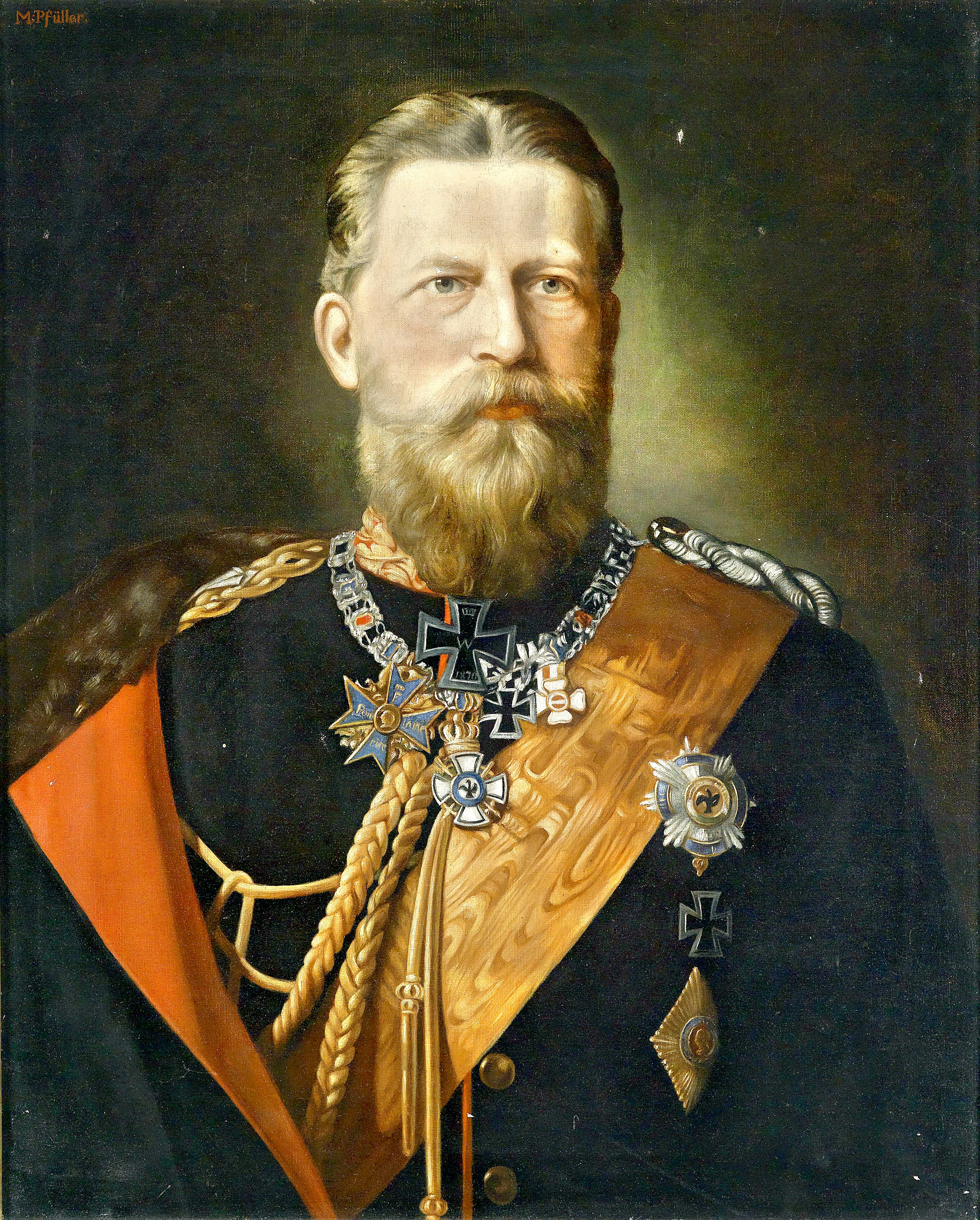
Friedrich III, tranh sơn dầu của Minna Pfüller (1824–1907).

Vào ngày 9 tháng 3 năm 1888, phụ hoàng Wilhelm I băng hà ở tuổi 90. Friedrich, khi ấy còn ở Địa Trung Hải với vợ minh, lên nối ngôi đại thống. Để vinh danh ngôi vị hoàng hậu của Victoria, ông rút dải ruy băng và ngôi sao của Huân chương Đại bàng Đen trên áo mình và gắn lên bộ đầm của bà. Ông viết một mẩu giấy và gửi cho Mackenzie: "Trẫm tạ ơn ông vì đã giúp trẫm sống đủ lâu để đền đáp lòng can trường quả cảm của vợ trẫm". Ông còn đánh điện cho Victoria của Anh để bày tỏ chủ trương thắt chặt mối quan hệ của mình với nước Anh:
Tân Hoàng đế trở về kinh đô Berlin vào ngày 11 tháng 3 năm 1888. Do sức khỏe yếu, ông không thể tham dự đám tang phụ hoàng và chỉ đứng mặc niệm ở cửa sổ khi mà đoàn xe tang kéo về lăng tẩm Charlottenburg. Đúng lý, tân hoàng đế Friedrich phải lấy hiệu là Friedrich I (nếu như đế quốc của Bismarck được xem là một thể chế mới) hay Friedrich IV (nếu như đế quốc được công nhận là một sự tiếp nối của Đế quốc La Mã Thần thánh cũ, với ba hoàng đế mang tên Friedrich); bản thân ông ưu tiên tên hiệu Friedrich IV. Tuy nhiên, tuy nhiên, nhận thấy giữa Đế quốc La Mã Thần thánh và Đế quốc Đức không có mối liên hệ gì với nhau, Bismarck đã khuyên ông chỉ nên dùng mỗi tên hiệu vua Phổ của mình: Friedrich III. Đây là một trong số ít những dịp mà Hoàng hậu Victoria tán thành với Bismarck.

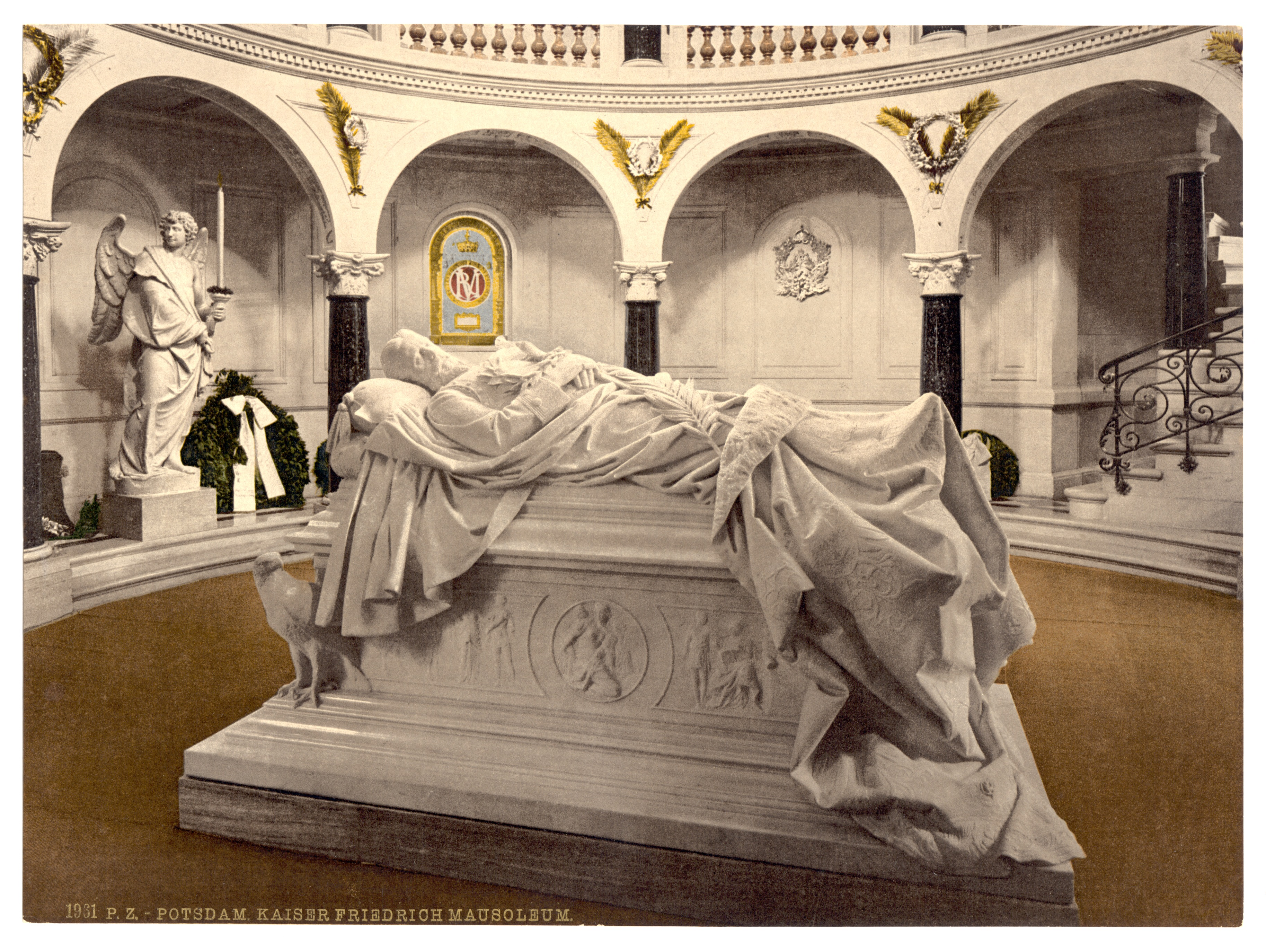
Lăng Hoàng đế Friedrich (Potsdam): Friedrich được mai táng trong cổ quan tài này, trên đó có hình tượng ông.

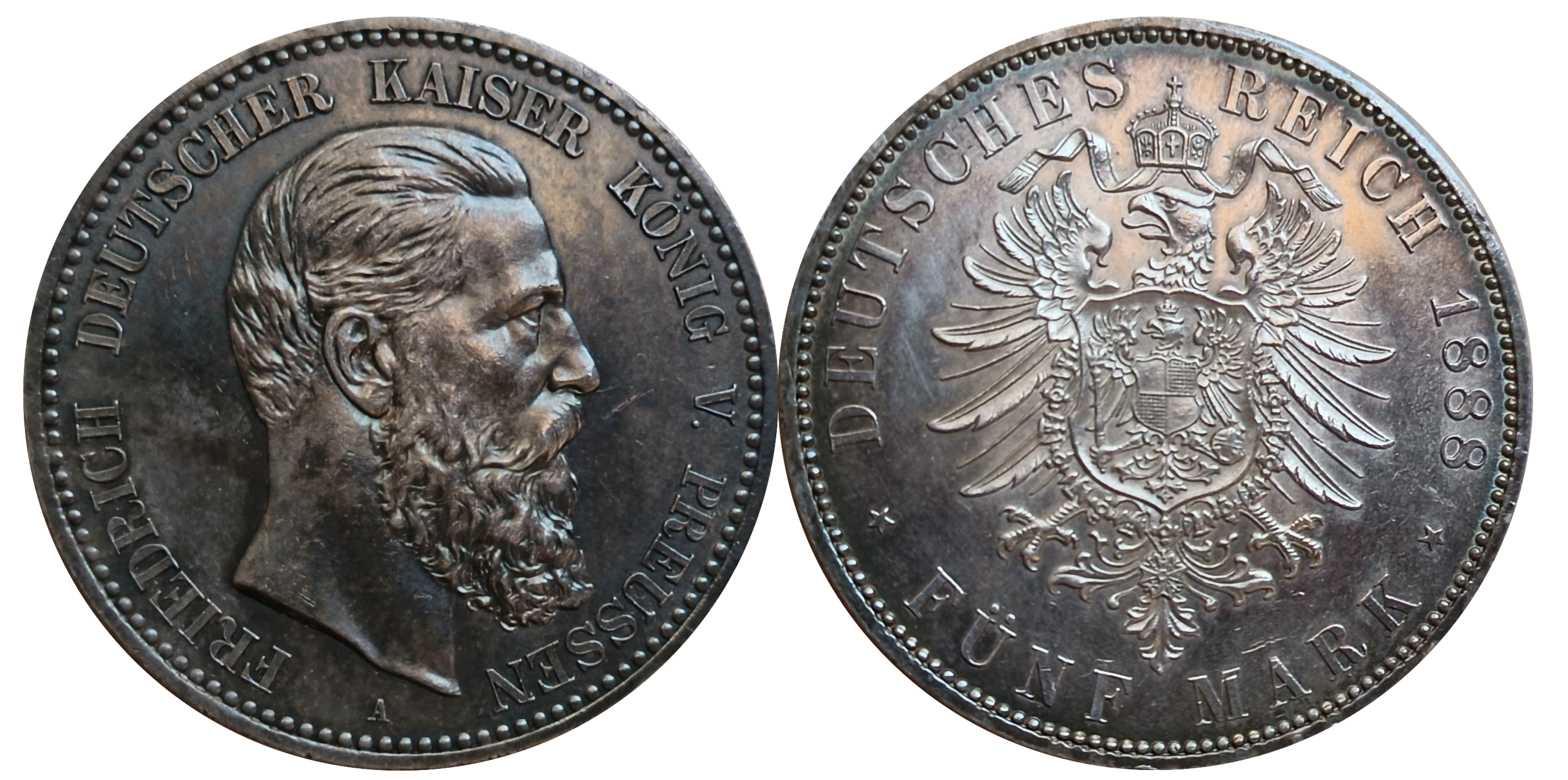
Xu bạc: 5 Mark của Vương quốc Phổ dưới thời Đế chế Đức, mặt trước là chân dung của Friedrich III, phát hành năm 1888

Bất chấp cơn bạo bệnh của mình, Friedrich đã cố gắng hết sức để làm tròn bổn phận của một đế vương. Trong cuộc họp Hội đồng Đế quyền đầu tiên của mình, ông tham vấn và ra các chỉ dụ bằng cách viết lên các mẫu giấy. Bên cạnh những mâu thuẫn của mình với Bismarck, ông cũng khẳng định tín nhiệm giao cho Bismarck chức vụ Thủ tướng trong thời kỳ trị vì của mình. Vào tháng 4 năm 1888, ông tiếp đón chuyến viếng thăm chính thức của Victoria của Anh, sau đó vào ngày 24 tháng 5, ông đến nhà nguyện của điện Charlottenburg để tham dự hôn lễ của con mình là Hoàng tử Heinrich với cháu gái mình là Công nương Irene xứ Hessen và ven sông Rhein. Tại đây, ông vận bộ quân phục có cổ áo đủ cao để che khuất khối bướu ở cổ họng của ông. Mặc dù bệnh yếu nhưng Hoàng đế đã đứng khi đôi tân hôn trao đổi nhẫn cưới. Thêm vào đó, vào buổi sáng ngày 13 tháng 6, ông còn đón tiếp chuyến viếng thăm của bạn ông, vua Oscar II của Thụy Điển và Na Uy. Nhưng mọi người hiểu rằng sự băng hà của Friedrich III và sự nối ngôi của Wilhelm – vị Thái tử 29 tuổi đăng bị giằng xé giữa niềm đau xót trước căn bệnh của vua cha với triển vọng được làm vua – giờ đây chỉ còn là vấn đề thời gian. Điều đó làm cho Victoria đau xót: không chỉ thương chồng, bà nghĩ rằng sự ra đi của Friedrich sẽ làm tiêu tan mong ước của Albert về một nước Đức được tự do hóa và có quan hệ thân mật với Anh.
Thật vậy, triều đại ngắn ngủi của ông chưa thể làm nên một thay đổi nào đáng kể nào để xây dựng một nước Đức tự do hơn. Về sau, Bismarck hồi tưởng: "Trong toàn bộ sự nghiệp đại thần của tôi, việc thực thi sự vụ chưa bao giờ thoái mái và không có xích mích như dưới trong 99 ngày trị vì của Hoàng đế Friedrich". Một chiếu chỉ mà Friedrich đã viết trước khi lên ngôi, theo đó quyền lực của Hoàng đế và Thủ tướng bị hạn chế dưới Hiến pháp chưa hề được ban hành, mặc dù ông đã sa thải được Bộ trưởng Nội vụ Robert von Puttkamer – một người rất được Bismarck ủng hộ – vào ngày 8 tháng 6, khi các bằng chứng cho thấy Puttkamer đã can thiệp vào các cuộc bầu cử Quốc hội. Theo như bác sĩ Mackenzie ghi nhận, Đức hoàng có "một ý thức hầu như áp đảo về những trách nhiệm của ngôi vị của mình". Trong thư gửi Huân tước Napier, Hoàng hậu Victoria viết: "Hoàng đế tham gia được công việc triều chính, và làm rất nhiều, nhưng việc không nói được, dĩ nhiên, là khổ sở nhất". Friedrich có tâm huyết nhưng không có thời gian để đạt được những mong muốn của mình; vào tháng 5 năm 1888, ông ai oán: "Ta không thể chết... Điều gì sẽ xảy ra với nước Đức?".
Vào đầu tháng 6, Friedrich III phải vật lộn với từng cơn sốt cao và sự khó chịu do cái áp xe ở cổ ông gây ra, được đưa khỏi điện Charlottenberg và đến Tân Hoàng cung ở Potsdam, nơi ông sinh ra. Sau khi ông đón tiếp vua Thụy Điển và Na Uy vào buổi sáng ngày 13 tháng 6, ngày hôm sau Bismarck đến nói lời vĩnh biệt với ông. Hoàng đế đã vươn tay lên nắm lấy tay Bismarck rồi trao tay vị Thủ tướng cho Hoàng hậu. Friedrich băng hà đầu buổi sáng ngày 15 tháng 6 năm 1888, và được kế tục bởi con trưởng là Wilhelm II. Nhận được tin dữ, Victoria của Anh của Anh đã gửi thư cho cháu ngoại mình, giờ đây là tân Hoàng đế Đức: "Ta đang đau buồn nhất trước hung tin này và thật lo lắng cho người mẹ yêu dấu tội nghiệp của con. Hãy làm mọi thứ, ta bảo con, để giúp đỡ mẹ con trong khoảng thời gian khó nhọc và sầu muộn ghê gớm này". Friedrich được xem là nhân vật nổi tiếng đầu tiên chết do bệnh ung thư vòm họng phát sinh từ thói quen hút thuốc của mình. Cố hoàng đế được an táng trong một lăng tẩm tại nhà thờ Friedenskirche tọa lạc ở sân điện Sanssouci, Potsdam. Sau khi ông qua đời, Thủ tướng Anh William Ewart Gladstone ca ngợi ông là "Barbarossa của chủ nghĩa tự do Đức". Hoàng hậu Victoria tiếp tục truyền bá các quan niệm và tư tưởng của Friedrich trong khắp nước Đức, nhưng giờ đây bà không còn có quyền hành trong chính phủ.

## Di sản

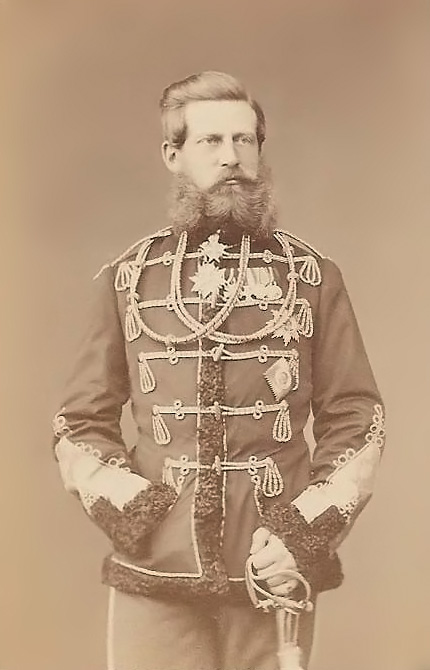
Ảnh chụp Thái tử Friedrich do Sergei Lvovich Levitsky thực hiện năm 1870 (Bộ sưu tập riêng tư Di Rocco Wieler, Toronto, Canada)

Friedrich được mô tả là "một bậc vương giả Phổ, thuộc loại cao quý nhất, mang mọi phẩm chất tốt đẹp của gia tộc mà không có một phẩm chất tồi tệ nào". Trong đêm ngày 15 tháng 6 năm 1888, ngày ông mất, Victoria của Anh đã viết vào nhật ký của mình: "Không một đứa con nào của ta có thể là một mất mát lớn hơn. Cậu ấy thật tốt tính, thật sáng suốt, và rất yêu mến ta". Em vợ của Friedrich là Thân vương xứ Wales đã gửi thư cho con mình, George V:
| “                     | Hãy cố gắng, hỡi George yêu quý của ta, đừng bao giờ quên Bác Fritz. Bác ấy là một trong những nhân cách tuyệt vời và cao quý nhất mà ta từng biết. Cho rằng bác ấy có một khuyết điểm nào đi thì bác ấy vẫn thật đức độ đối với thế giới này. | ” |
| — Thân vương xứ Wales | |   |

Friedrich quan niệm rằng một nhà nước không được hành động chống lại quan điểm phổ thông của người dân. Ông từ lâu đã có thiện chí với phong trào tự do chủ nghĩa, và đã tranh luận về tư tưởng cũng như ý định của mình với Victoria và những người khác trước khi ông lên kế ngôi. Theo các sử gia như Michael Balfour, Friedrich và vị hôn thê của mình, vốn khâm phục Albert xứ Sachsen-Coburg-Gotha và cơ cấu nghị viện Anh,, dự kiến cùng nhau cai trị nước Đức và cải cách cái mà họ xem là những thiếu sót lớn trong nhánh hành pháp mà Bismarck đang điều hành. Họ toan tính thay thế chức vụ Thủ tướng, chịu trách nhiệm trước Hoàng đế, bằng một nội các kiểu Anh, với các bộ trưởng chịu trách nhiệm trước Quốc hội. Trong khi đó, chính sách của triều đình sẽ được dựa trên sự đồng thuận của nội các. Ông từng "mô tả bản Hiến pháp Đế quốc là một mớ hỗn độn được trù tính khéo léo." Nhiều nhà sử học, trong số đó có William Harbutt Dawson và Erich Eyck, nhận định rằng cái chết sớm của Friedrich đã đặt dấu chấm hết cho quá trình phát triển của chủ nghĩa tự do trong Đế quốc Đức. Họ tin rằng, nếu như ông khỏe mạnh hơn và trị vì lâu hơn, có lẽ Friedrich sẽ thực sự thay đổi nước Đức thành một quốc gia dân chủ tự do hơn, và ngăn chặn con đường dẫn tới chiến tranh của chủ nghĩa quân phiệt Đức – một tiến trình đã xảy ra dưới thời vua con Wilhelm II. Tiến sĩ J. McCullough xác nhận rằng Friedrich sẽ ngăn được Chiến tranh thế giới thứ nhất—và cả nền Cộng hòa Weimar vốn được thành lập sau khi Đức thất trận trong cuộc chiến—trong khi các sử gia khác như Balfour còn đi xa hơn khi khẳng định rằng, do kết thúc của Chiến tranh thế giới thứ nhất đã tác động trực tiếp đến tình hình thế giới và châm ngòi cho Chiến tranh thế giới thứ hai, vị Hoàng đế tự do của Đức có lẽ cũng sẽ ngăn ngừa sự bùng nổ của Chiến tranh thế giới thứ hai. Tác giả Michael Freund nhận định thẳng là cả hai cuộc chiến tranh thế giới sẽ bị ngăn chặn nếu như Friedrich sống lâu hơn. Cuộc đời của Friedrich đã gợi cho nhà sử học Frank Tipton tự hỏi: "Điều gì sẽ xảy ra nếu cha ông mất sớm hơn hoặc nếu bản thân ông sống được lâu hơn?"

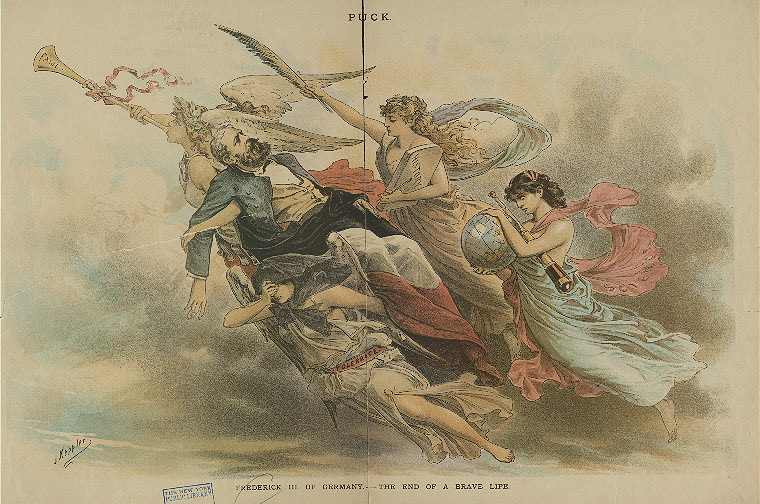
Tạp chí Hoa Kỳ Puck thương xót cho sự ra đi của ông vua tự do Friedrich III.

Các nhà sử học khác, trong đó có Wilhelm Mommsen và Arthur Rosenberg, phủ nhận quan niệm rằng Friedrich có thể (hoặc chắc chắn) sẽ tự do hóa nước Đức nếu ông sống lâu hơn. Họ tin rằng ông sẽ không thể bãi bỏ đường lối của vua cha và Bismarck để xoay chuyển tiến trình lịch sử nước Đức; là một người lính thuần thục, ông đã thấm nhuần truyền thống quân sự vững mạnh của vương tộc: ông gia nhập quân ngũ ngay từ năm 10 tuổi và luôn cảm thấy hạnh phúc khi báo cáo cho cha mình từ nhà vệ binh ở Potsdam. Andreas Dorpalen ghi nhận rằng Friedrich thực sự đã tuân thủ phần lớn các chính sách của Wilhelm và Bismarck trong thời gian ở ngôi Thái tử, và không chắc sẽ thay đổi cách hành xử của mình. Theo nhận định của Arthur Rosenberg, bên cạnh khuynh hướng tự do trong tư tưởng của mình, Friedrich III vẫn đặt niềm tin vững chắc vào Bismarck và cơ cấu chính quyền của ông này và ngay nếu ông trị vì lâu hơn, ông sẽ khó thể thay đổi tình hình nước Đức. Thêm vào đó, Dorpalen cho rằng dù Friedrich có trị vì được bao lâu đây nữa, cá tính của ông quá yếu đuối và bất lực để có thể mang lại một chuyển biến thực sự nào cho tình hình nước Đức. James J. Sheehan nhận xét rằng các đường lối cũ đã quá ăn sâu vào môi trường chính trị và hệ thống đảng phái ở Đức để Friedrich có thể thay đổi bằng công cuộc "tự do hóa" của mình. Ngoài ra, Dorpalen nhìn nhận rằng sự ủng hộ của ông đối với chủ nghĩa tự do có lẽ đã bị phóng đại sau khi ông qua đời nhằm giữ vững phong trào tự do tại Đức, và theo như sử gia này chỉ ra, nhiều sai lầm của Wilhelm II đã gián tiếp góp phần "tô hồng" hình ảnh mang đậm nét tự do chủ nghĩa của phụ hoàng Friedrich III.
Các sử gia gần đây nhận định rằng các thư từ của Hoàng hậu Victoria sau khi vị Hoàng đế băng hà đã thổi phồng ông thành một "nhà tự do tiến bộ"; mặc dù ủng hộ những người tự do chủ nghĩa và ưa chuộng chế độ quân chủ lập hiến, Friedrich III trên thực tế không hề muốn mở rộng thế lực của quốc hội mà không mang lại ích lợi cho nền quân chủ. Năm 1870, Victoria từng bị thất vọng khi được biết rằng sự chống đối của Friedrich với Bismarck đã dịu đi, do Thủ tướng khẳng định với ông rằng việc thống nhất nước Đức sẽ được thực hiện trên khuôn khổ tự do-lập hiến. Song, vào năm 1879, khi Bismarck chấm dứt liên minh của mình với những người tự do, Friedrich bất mãn và ông khuyên Thủ tướng không được phá hủy hiến pháp. Nhà sử học Patricia Kollander khẳng định Friedrich trên hết là một "nhà tự do lập hiến", người đã vài lần đứng ra bảo vệ hiến pháp khi các nhà bảo thủ đe dọa thủ tiêu nó. Theo Kollander, trái ngược với vợ mình – người ủng hộ chủ trương xóa bỏ hiến pháp của Đảng Tiến bộ Đức và áp dụng các định chế chính trị của Anh, Friedrich thực sự chỉ cho phép cải cách tự do dựa trên sự cân bằng của hiến pháp. Thái độ đối kháng của Friedrich đối với những thay đổi cấp tiến có hại cho hiến pháp đã phần nào giải thích sự phản đối của ông với ý định thoái vị của vua cha Wilhelm I vào năm 1862. Ông từng nói với Wilhelm I rằng việc vua cha thoái vị sẽ đẩy ông vào một "tình thế bối rối".
Những người con của Friedrich III—tiêu biểu nhất là Wilhelm —giữ nhiều địa vị chính trị và có nhiều ảnh hưởng đến châu Âu. Trái với phụ hoàng, cá nhân Wilhelm chưa hề trải qua nỗi kinh hoàng của chiến tranh, và ông ưa thích phô trương sức mạnh quân sự của Phổ-Đức. Khi còn trẻ, Wilhelm được giám hộ của Bismarck, người bất mãn với thiên hướng tự do của Friedrich và Victoria, đặt sự giám hộ của mình. Vị Thủ tướng cảm thấy cần phải tăng cường mâu thuẫn giữa Wilhelm và cha mẹ của ông, đặc biệt là người mẹ. Trưởng thành trong tâm trạng khinh ghét các quan điểm của cha mẹ mình về chính quyền, vị tân hoàng đế tuyên bố sẽ tiếp bước ông nội mình là Wilhelm I không lâu sau khi phụ hoàng băng hà. Ông không hề nhắc đến Friedrich III. Wilhelm II cũng xóa bỏ mọi chính sách tư tưởng của phụ hoàng, và cuối cùng đã đẩy nước Đức đến thảm họa Chiến tranh thế giới thứ nhất.
Các giáo đường được xây dựng để tôn vinh vị hoàng đế vắn số bao gồm Kaiser-Friedrich-Gedächtniskirche (Giáo đường Tưởng niệm Hoàng đế Friedrich) tại Berlin và nhà thờ Kalthof cũ (trước đây cũng mang tên Giáo đường Tưởng niệm Hoàng đế Friedrich) ở Königsberg. Một đỉnh núi ở khu vực Jervis Inlet của bờ biển Columbia thuộc Anh tại Canada cũng được đặt tên là Frederick William để vinh danh ông.

## Trong văn hóa
Trong bộ phim tuyên truyền của Đức Quốc xã được sản xuất vào năm 1940 dưới sự chỉ đạo của Wolgang Wolfgang Liebeneiner, Bismarck, Thái tử Friedrich được thủ vai bởi Werner Hinz. Hai năm sau, Đức hoàng Friedrich III cũng xuất hiện trong một bộ phim khác của Wolfgang Liebeneiner, Cuộc Sa thải (Die Entlassung), còn gọi là Wilhelm II và Bismarck hay Bismarck Phần Hai, với sự thủ vai của Karl Ludwig Diehl.
Diễn viên người Anh Denis Lill thủ vai Friedrich III trong loạt phim Fall of Eagles của BBC năm 1974.

## Danh hiệu, tước hiệu và huân chương

### Tước hiệu và danh hiệu
- 18 tháng 10 năm 1831 – 2 tháng 2 năm 1861: Vương tử Điện hạ Friedrich của Phổ
- 2 tháng 1 năm 1861 – 18 tháng 1 năm 1871: Thái tử Điện hạ của Phổ
- 18 tháng 1 năm 1871 – 9 tháng 3 năm 1888: Hoàng Thái tử và Vương Thái tử Điện hạ Thái tử Đức, Thái tử nước Phổ
- 9 tháng 3 năm 1888 – 15 tháng 6 năm 1888: Hoàng thượng và Vương thượng Bệ hạ Hoàng đế Đức, Vua nước Phổ

### Huân chương
Năm ông 10 tuổi, ông được trao tặng Huân chương Đại bàng Đen. Sau chiến thắng của ông tại trận Königgrätz, ông được tặng thưởng Huân chương Thập tự Xanh vì tài năng chỉ huy của mình trong trận đánh.

## Gia phả
| \| \| \| \| \| \| \| \| \| \| \| \| \| \| \| \| \| \| \| \| 16. August Wilhelm của Phổ \| \| \| \| \| \| \| \| \| \| \| \| \| \| \| \| \| \| \| \| \| \| \| \| \| \| \| \| \| \| \| \| \| \| \| \| \| \| \| \| \| \| \| \| \| \| \| \| \| \| \| \| \| \| 8. Friedrich Wilhelm II của Phổ \| \| \| \| \| \| \| \| \| \| \| \| \| \| \| \| \| \| \| \| \| \| \| \| \| \| \| \| \| \| \| \| \| \| \| \| \| \| \| \| \| \| \| \| \| \| \| \| \| \| \| \| \| \| 17. Luise Amalie xứ Braunsweig-Wolfenbüttel \| \| \| \| \| \| \| \| \| \| \| \| \| \| \| \| \| \| \| \| \| \| \| \| \| \| \| \| \| \| \| \| \| \| \| \| \| \| \| \| \| \| \| \| \| \| \| \| \| \| \| \| \| \| 4. Friedrich Wilhelm III của Phổ \| \| \| \| \| \| \| \| \| \| \| \| \| \| \| \| \| \| \| \| \| \| \| \| \| \| \| \| \| \| \| \| \| \| \| \| \| \| \| \| \| \| \| \| \| \| \| \| \| \| \| \| \| \| 18. Ludwig IX xứ Hessen-Darmstadt \| \| \| \| \| \| \| \| \| \| \| \| \| \| \| \| \| \| \| \| \| \| \| \| \| \| \| \| \| \| \| \| \| \| \| \| \| \| \| \| \| \| \| \| \| \| \| \| \| \| \| \| \| \| 9. Friederike Luise xứ Hessen-Darmstadt \| \| \| \| \| \| \| \| \| \| \| \| \| \| \| \| \| \| \| \| \| \| \| \| \| \| \| \| \| \| \| \| \| \| \| \| \| \| \| \| \| \| \| \| \| \| \| \| \| \| \| \| \| \| 19. Karoline xứ Pfalz-Zweibrücken \| \| \| \| \| \| \| \| \| \| \| \| \| \| \| \| \| \| \| \| \| \| \| \| \| \| \| \| \| \| \| \| \| \| \| \| \| \| \| \| \| \| \| \| \| \| \| \| \| \| \| \| \| \| 2. Wilhelm I của Đức \| \| \| \| \| \| \| \| \| \| \| \| \| \| \| \| \| \| \| \| \| \| \| \| \| \| \| \| \| \| \| \| \| \| \| \| \| \| \| \| \| \| \| \| \| \| \| \| \| \| \| \| \| \| 20. Karl Ludwig Friedrich xứ Mecklenburg \| \| \| \| \| \| \| \| \| \| \| \| \| \| \| \| \| \| \| \| \| \| \| \| \| \| \| \| \| \| \| \| \| \| \| \| \| \| \| \| \| \| \| \| \| \| \| \| \| \| \| \| \| \| 10. Karl II xứ Mecklenburg-Strelitz \| \| \| \| \| \| \| \| \| \| \| \| \| \| \| \| \| \| \| \| \| \| \| \| \| \| \| \| \| \| \| \| \| \| \| \| \| \| \| \| \| \| \| \| \| \| \| \| \| \| \| \| \| \| 21. Elisabeth Albertine xứ Sachsen-Hildburghausen \| \| \| \| \| \| \| \| \| \| \| \| \| \| \| \| \| \| \| \| \| \| \| \| \| \| \| \| \| \| \| \| \| \| \| \| \| \| \| \| \| \| \| \| \| \| \| \| \| \| \| \| \| \| 5. Luise xứ Mecklenburg-Strelitz \| \| \| \| \| \| \| \| \| \| \| \| \| \| \| \| \| \| \| \| \| \| \| \| \| \| \| \| \| \| \| \| \| \| \| \| \| \| \| \| \| \| \| \| \| \| \| \| \| \| \| \| \| \| 22. Georg Wilhelm xứ Hessen-Darmstadt \| \| \| \| \| \| \| \| \| \| \| \| \| \| \| \| \| \| \| \| \| \| \| \| \| \| \| \| \| \| \| \| \| \| \| \| \| \| \| \| \| \| \| \| \| \| \| \| \| \| \| \| \| \| 11. Friederike Caroline Luise xứ Hessen-Darmstadt \| \| \| \| \| \| \| \| \| \| \| \| \| \| \| \| \| \| \| \| \| \| \| \| \| \| \| \| \| \| \| \| \| \| \| \| \| \| \| \| \| \| \| \| \| \| \| \| \| \| \| \| \| \| 23. Maria Luise Albertine xứ Leiningen-Falkenburg-Dagsburg \| \| \| \| \| \| \| \| \| \| \| \| \| \| \| \| \| \| \| \| \| \| \| \| \| \| \| \| \| \| \| \| \| \| \| \| \| \| \| \| \| \| \| \| \| \| \| \| \| \| \| \| \| \| 1. Friedrich III của Đức \| \| \| \| \| \| \| \| \| \| \| \| \| \| \| \| \| \| \| \| \| \| \| \| \| \| \| \| \| \| \| \| \| \| \| \| \| \| \| \| \| \| \| \| \| \| \| \| \| \| \| \| \| \| 24. Ernst August II xứ Sachsen-Weimar \| \| \| \| \| \| \| \| \| \| \| \| \| \| \| \| \| \| \| \| \| \| \| \| \| \| \| \| \| \| \| \| \| \| \| \| \| \| \| \| \| \| \| \| \| \| \| \| \| \| \| \| \| \| 12. Karl August xứ Sachsen-Weimar-Eisenach \| \| \| \| \| \| \| \| \| \| \| \| \| \| \| \| \| \| \| \| \| \| \| \| \| \| \| \| \| \| \| \| \| \| \| \| \| \| \| \| \| \| \| \| \| \| \| \| \| \| \| \| \| \| 25. Anna Amalia xứ Brunswick-Wolfenbüttel \| \| \| \| \| \| \| \| \| \| \| \| \| \| \| \| \| \| \| \| \| \| \| \| \| \| \| \| \| \| \| \| \| \| \| \| \| \| \| \| \| \| \| \| \| \| \| \| \| \| \| \| \| \| 6. Karl Friedrich I xứ Sachsen-Weimar-Eisenach \| \| \| \| \| \| \| \| \| \| \| \| \| \| \| \| \| \| \| \| \| \| \| \| \| \| \| \| \| \| \| \| \| \| \| \| \| \| \| \| \| \| \| \| \| \| \| \| \| \| \| \| \| \| 26. Ludwig IX xứ Hessen-Darmstadt (=18) \| \| \| \| \| \| \| \| \| \| \| \| \| \| \| \| \| \| \| \| \| \| \| \| \| \| \| \| \| \| \| \| \| \| \| \| \| \| \| \| \| \| \| \| \| \| \| \| \| \| \| \| \| \| 13. Luise Auguste xứ Hessen-Darmstadt \| \| \| \| \| \| \| \| \| \| \| \| \| \| \| \| \| \| \| \| \| \| \| \| \| \| \| \| \| \| \| \| \| \| \| \| \| \| \| \| \| \| \| \| \| \| \| \| \| \| \| \| \| \| 27. Karoline xứ Pfalz-Zweibrücken (=19) \| \| \| \| \| \| \| \| \| \| \| \| \| \| \| \| \| \| \| \| \| \| \| \| \| \| \| \| \| \| \| \| \| \| \| \| \| \| \| \| \| \| \| \| \| \| \| \| \| \| \| \| \| \| 3. Augusta của Sachsen-Weimar-Eisenach \| \| \| \| \| \| \| \| \| \| \| \| \| \| \| \| \| \| \| \| \| \| \| \| \| \| \| \| \| \| \| \| \| \| \| \| \| \| \| \| \| \| \| \| \| \| \| \| \| \| \| \| \| \| 28. Yekaterina II của Nga \| \| \| \| \| \| \| \| \| \| \| \| \| \| \| \| \| \| \| \| \| \| \| \| \| \| \| \| \| \| \| \| \| \| \| \| \| \| \| \| \| \| \| \| \| \| \| \| \| \| \| \| \| \| 14. Pavel I của Nga \| \| \| \| \| \| \| \| \| \| \| \| \| \| \| \| \| \| \| \| \| \| \| \| \| \| \| \| \| \| \| \| \| \| \| \| \| \| \| \| \| \| \| \| \| \| \| \| \| \| \| \| \| \| 29. Pyotr III của Nga \| \| \| \| \| \| \| \| \| \| \| \| \| \| \| \| \| \| \| \| \| \| \| \| \| \| \| \| \| \| \| \| \| \| \| \| \| \| \| \| \| \| \| \| \| \| \| \| \| \| \| \| \| \| 7. Mariya Pavlovna của Nga \| \| \| \| \| \| \| \| \| \| \| \| \| \| \| \| \| \| \| \| \| \| \| \| \| \| \| \| \| \| \| \| \| \| \| \| \| \| \| \| \| \| \| \| \| \| \| \| \| \| \| \| \| \| 30. Friedrich II Eugen xứ Württemberg \| \| \| \| \| \| \| \| \| \| \| \| \| \| \| \| \| \| \| \| \| \| \| \| \| \| \| \| \| \| \| \| \| \| \| \| \| \| \| \| \| \| \| \| \| \| \| \| \| \| \| \| \| \| 15. Sophie Dorothee xứ Württemberg \| \| \| \| \| \| \| \| \| \| \| \| \| \| \| \| \| \| \| \| \| \| \| \| \| \| \| \| \| \| \| \| \| \| \| \| \| \| \| \| \| \| \| \| \| \| \| \| \| \| \| \| \| \| 31. Friederike Sophia Dorothea xứ Brandenburg-Schwedt \| \| \| \| \| \| \| \| \| \| \| \| \| \| \| \| \| \| \| \| \| \| \| \| \| \| \| \| \| \| \| \| \| \| \| \| \| \| \| \| \| \| \| \| \| \| \| \| \| \| \| \| |                                                            |  |  |  |  |  |  |  |  |  |  |  |  |  |  |  |
| |                                                            |  |  |  |  |  |  |  |  |  |  |  |  |  |  |  |
| | 16. August Wilhelm của Phổ                                 |  |  |  |  |  |  |  |  |  |  |  |  |  |  |  |
| |                                                            |  |  |  |  |  |  |  |  |  |  |  |  |  |  |  |
| |                                                            |  |  |  |  |  |  |  |  |  |  |  |  |  |  |  |
| | 8. Friedrich Wilhelm II của Phổ                            |  |  |  |  |  |  |  |  |  |  |  |  |  |  |  |
| |                                                            |  |  |  |  |  |  |  |  |  |  |  |  |  |  |  |
| |                                                            |  |  |  |  |  |  |  |  |  |  |  |  |  |  |  |
| | 17. Luise Amalie xứ Braunsweig-Wolfenbüttel                |  |  |  |  |  |  |  |  |  |  |  |  |  |  |  |
| |                                                            |  |  |  |  |  |  |  |  |  |  |  |  |  |  |  |
| |                                                            |  |  |  |  |  |  |  |  |  |  |  |  |  |  |  |
| | 4. Friedrich Wilhelm III của Phổ                           |  |  |  |  |  |  |  |  |  |  |  |  |  |  |  |
| |                                                            |  |  |  |  |  |  |  |  |  |  |  |  |  |  |  |
| |                                                            |  |  |  |  |  |  |  |  |  |  |  |  |  |  |  |
| | 18. Ludwig IX xứ Hessen-Darmstadt                          |  |  |  |  |  |  |  |  |  |  |  |  |  |  |  |
| |                                                            |  |  |  |  |  |  |  |  |  |  |  |  |  |  |  |
| |                                                            |  |  |  |  |  |  |  |  |  |  |  |  |  |  |  |
| | 9. Friederike Luise xứ Hessen-Darmstadt                    |  |  |  |  |  |  |  |  |  |  |  |  |  |  |  |
| |                                                            |  |  |  |  |  |  |  |  |  |  |  |  |  |  |  |
| |                                                            |  |  |  |  |  |  |  |  |  |  |  |  |  |  |  |
| | 19. Karoline xứ Pfalz-Zweibrücken                          |  |  |  |  |  |  |  |  |  |  |  |  |  |  |  |
| |                                                            |  |  |  |  |  |  |  |  |  |  |  |  |  |  |  |
| |                                                            |  |  |  |  |  |  |  |  |  |  |  |  |  |  |  |
| | 2. Wilhelm I của Đức                                       |  |  |  |  |  |  |  |  |  |  |  |  |  |  |  |
| |                                                            |  |  |  |  |  |  |  |  |  |  |  |  |  |  |  |
| |                                                            |  |  |  |  |  |  |  |  |  |  |  |  |  |  |  |
| | 20. Karl Ludwig Friedrich xứ Mecklenburg                   |  |  |  |  |  |  |  |  |  |  |  |  |  |  |  |
| |                                                            |  |  |  |  |  |  |  |  |  |  |  |  |  |  |  |
| |                                                            |  |  |  |  |  |  |  |  |  |  |  |  |  |  |  |
| | 10. Karl II xứ Mecklenburg-Strelitz                        |  |  |  |  |  |  |  |  |  |  |  |  |  |  |  |
| |                                                            |  |  |  |  |  |  |  |  |  |  |  |  |  |  |  |
| |                                                            |  |  |  |  |  |  |  |  |  |  |  |  |  |  |  |
| | 21. Elisabeth Albertine xứ Sachsen-Hildburghausen          |  |  |  |  |  |  |  |  |  |  |  |  |  |  |  |
| |                                                            |  |  |  |  |  |  |  |  |  |  |  |  |  |  |  |
| |                                                            |  |  |  |  |  |  |  |  |  |  |  |  |  |  |  |
| | 5. Luise xứ Mecklenburg-Strelitz                           |  |  |  |  |  |  |  |  |  |  |  |  |  |  |  |
| |                                                            |  |  |  |  |  |  |  |  |  |  |  |  |  |  |  |
| |                                                            |  |  |  |  |  |  |  |  |  |  |  |  |  |  |  |
| | 22. Georg Wilhelm xứ Hessen-Darmstadt                      |  |  |  |  |  |  |  |  |  |  |  |  |  |  |  |
| |                                                            |  |  |  |  |  |  |  |  |  |  |  |  |  |  |  |
| |                                                            |  |  |  |  |  |  |  |  |  |  |  |  |  |  |  |
| | 11. Friederike Caroline Luise xứ Hessen-Darmstadt          |  |  |  |  |  |  |  |  |  |  |  |  |  |  |  |
| |                                                            |  |  |  |  |  |  |  |  |  |  |  |  |  |  |  |
| |                                                            |  |  |  |  |  |  |  |  |  |  |  |  |  |  |  |
| | 23. Maria Luise Albertine xứ Leiningen-Falkenburg-Dagsburg |  |  |  |  |  |  |  |  |  |  |  |  |  |  |  |
| |                                                            |  |  |  |  |  |  |  |  |  |  |  |  |  |  |  |
| |                                                            |  |  |  |  |  |  |  |  |  |  |  |  |  |  |  |
| | 1. Friedrich III của Đức                                   |  |  |  |  |  |  |  |  |  |  |  |  |  |  |  |
| |                                                            |  |  |  |  |  |  |  |  |  |  |  |  |  |  |  |
| |                                                            |  |  |  |  |  |  |  |  |  |  |  |  |  |  |  |
| | 24. Ernst August II xứ Sachsen-Weimar                      |  |  |  |  |  |  |  |  |  |  |  |  |  |  |  |
| |                                                            |  |  |  |  |  |  |  |  |  |  |  |  |  |  |  |
| |                                                            |  |  |  |  |  |  |  |  |  |  |  |  |  |  |  |
| | 12. Karl August xứ Sachsen-Weimar-Eisenach                 |  |  |  |  |  |  |  |  |  |  |  |  |  |  |  |
| |                                                            |  |  |  |  |  |  |  |  |  |  |  |  |  |  |  |
| |                                                            |  |  |  |  |  |  |  |  |  |  |  |  |  |  |  |
| | 25. Anna Amalia xứ Brunswick-Wolfenbüttel                  |  |  |  |  |  |  |  |  |  |  |  |  |  |  |  |
| |                                                            |  |  |  |  |  |  |  |  |  |  |  |  |  |  |  |
| |                                                            |  |  |  |  |  |  |  |  |  |  |  |  |  |  |  |
| | 6. Karl Friedrich I xứ Sachsen-Weimar-Eisenach             |  |  |  |  |  |  |  |  |  |  |  |  |  |  |  |
| |                                                            |  |  |  |  |  |  |  |  |  |  |  |  |  |  |  |
| |                                                            |  |  |  |  |  |  |  |  |  |  |  |  |  |  |  |
| | 26. Ludwig IX xứ Hessen-Darmstadt (=18)                    |  |  |  |  |  |  |  |  |  |  |  |  |  |  |  |
| |                                                            |  |  |  |  |  |  |  |  |  |  |  |  |  |  |  |
| |                                                            |  |  |  |  |  |  |  |  |  |  |  |  |  |  |  |
| | 13. Luise Auguste xứ Hessen-Darmstadt                      |  |  |  |  |  |  |  |  |  |  |  |  |  |  |  |
| |                                                            |  |  |  |  |  |  |  |  |  |  |  |  |  |  |  |
| |                                                            |  |  |  |  |  |  |  |  |  |  |  |  |  |  |  |
| | 27. Karoline xứ Pfalz-Zweibrücken (=19)                    |  |  |  |  |  |  |  |  |  |  |  |  |  |  |  |
| |                                                            |  |  |  |  |  |  |  |  |  |  |  |  |  |  |  |
| |                                                            |  |  |  |  |  |  |  |  |  |  |  |  |  |  |  |
| | 3. Augusta của Sachsen-Weimar-Eisenach                     |  |  |  |  |  |  |  |  |  |  |  |  |  |  |  |
| |                                                            |  |  |  |  |  |  |  |  |  |  |  |  |  |  |  |
| |                                                            |  |  |  |  |  |  |  |  |  |  |  |  |  |  |  |
| | 28. Yekaterina II của Nga                                  |  |  |  |  |  |  |  |  |  |  |  |  |  |  |  |
| |                                                            |  |  |  |  |  |  |  |  |  |  |  |  |  |  |  |
| |                                                            |  |  |  |  |  |  |  |  |  |  |  |  |  |  |  |
| | 14. Pavel I của Nga                                        |  |  |  |  |  |  |  |  |  |  |  |  |  |  |  |
| |                                                            |  |  |  |  |  |  |  |  |  |  |  |  |  |  |  |
| |                                                            |  |  |  |  |  |  |  |  |  |  |  |  |  |  |  |
| | 29. Pyotr III của Nga                                      |  |  |  |  |  |  |  |  |  |  |  |  |  |  |  |
| |                                                            |  |  |  |  |  |  |  |  |  |  |  |  |  |  |  |
| |                                                            |  |  |  |  |  |  |  |  |  |  |  |  |  |  |  |
| | 7. Mariya Pavlovna của Nga                                 |  |  |  |  |  |  |  |  |  |  |  |  |  |  |  |
| |                                                            |  |  |  |  |  |  |  |  |  |  |  |  |  |  |  |
| |                                                            |  |  |  |  |  |  |  |  |  |  |  |  |  |  |  |
| | 30. Friedrich II Eugen xứ Württemberg                      |  |  |  |  |  |  |  |  |  |  |  |  |  |  |  |
| |                                                            |  |  |  |  |  |  |  |  |  |  |  |  |  |  |  |
| |                                                            |  |  |  |  |  |  |  |  |  |  |  |  |  |  |  |
| | 15. Sophie Dorothee xứ Württemberg                         |  |  |  |  |  |  |  |  |  |  |  |  |  |  |  |
| |                                                            |  |  |  |  |  |  |  |  |  |  |  |  |  |  |  |
| |                                                            |  |  |  |  |  |  |  |  |  |  |  |  |  |  |  |
| | 31. Friederike Sophia Dorothea xứ Brandenburg-Schwedt      |  |  |  |  |  |  |  |  |  |  |  |  |  |  |  |
| |                                                            |  |  |  |  |  |  |  |  |  |  |  |  |  |  |  |
| |                                                            |  |  |  |  |  |  |  |  |  |  |  |  |  |  |  |

## Hậu duệ
| Hình | Tên                  | Sinh                | Mất                  | Ghi chú |
| ---- | -------------------- | ------------------- | -------------------- | --- |
|      | Đức hoàng Wilhelm II | 27 tháng 1 năm 1859 | 4 tháng 6 năm 1941   | kết hôn lần thứ nhất vào ngày 27 tháng 2 năm 1881 với Công nương Auguste Viktoria xứ Schleswig-Holstein (mất năm 1921); có con , tái giá với Công nương Hermine Reuss xứ Greiz ngày 9 tháng 11 năm 1922, không có con |
|      | Vương nữ Charlotte   | 24 tháng 7 năm 1860 | 1 tháng 10 năm 1919  | kết hôn với Công tước Bernhard III xứ Sachsen-Meiningen ngày 18 tháng 2 năm 1878; có con |
|      | Vương tử Heinrich    | 14 tháng 8 năm 1862 | 20 tháng 4 năm 1929  | kết hôn với người em họ thứ nhất của mình là Irene xứ Hessen-Darmstadt vào ngày 24 tháng 5 năm 1888; có con |
|      | Vương tử Sigismund   | 15 tháng 9 năm 1864 | 18 tháng 6 năm 1866  | sống được 21 tháng rồi chết do viêm màng não. Trong các cháu của Victoria của Anh, đây là người đầu tiên qua đời. |
|      | Vương nữ Viktoria    | 12 tháng 4 năm 1866 | 13 tháng 11 năm 1929 | kết hôn lần đầu với Thân vương tử Adolf xứ Schaumburg-Lippe ngày 19 tháng 11 năm 1890; ông mất năm 1916; không có con tái giá với Aleksandr Zoubkov ngày 19 tháng 11 năm 1927; không có con                           |
|      | Vương tử Waldemar    | 10 tháng 2 năm 1868 | 27 tháng 3 năm 1879  | bị bạch hầu chết ở tuổi 11 |
|      | Vương nữ Sophie      | 14 tháng 6 năm 1870 | 13 tháng 1 năm 1932  | thành hôn với Konstantínos I, Vua người Hy Lạp, ngày 27 tháng 10 năm 1889; có con |
|      | Vương nữ Margarethe  | 22 tháng 4 năm 1872 | 22 tháng 1 năm 1954  | kết hôn với Công tử Friedrich Karl xứ Hessen ngày 25 tháng 1 năm 1893; có con |